# Джаз
Джаз (англ. jazz) — род музыкального искусства, сложившийся в результате синтеза двух музыкальных культур, европейской и африканской, сперва в афроамериканском музыкальном фольклоре, впитавшем в себя африканские интонации и ритмы и некоторое влияние европейской гармонии, впоследствии выросшем в профессиональное музыкальное направление.
Джаз как явление возник в конце XIX — начале XX века на юге Соединённых Штатов Америки и быстро распространился во всех развитых странах. Как мультикультурное явление джаз обогащался различными региональными музыкальными особенностями. На его развитие также повлияли духовые оркестры, марширующие по праздникам на улицах городов США, а также военные и танцевальные оркестры. Популярная музыка и джаз в 1920-е годы стали для многих людей почти равнозначными понятиями; при этом американские критики, в первую очередь, противопоставили его коммерческой музыкальной индустрии США.
Постоянно преображаясь и пройдя несколько характерных этапов развития, джаз достиг уровня высокого искусства. В течение 1920-х — 1940-х годов большие джазовые оркестры в составе до 20-40 музыкантов играли на танцевальных площадках в жанре свинг. Малые ансамбли развивали экспериментальный, импровизационный джаз и би-боп. Современное значение термина появилось в 1950-х годах, когда джаз разных течений объединили в музыкальный жанр, с описанием, соединившим разные стили всех временных периодов. Большинству разновидностей жанра свойственен свинг, вокальная экспрессия, импровизация, опора на риффы, использование ладов с блюзовыми нотами.
Постепенно джаз приблизился к сфере высокого искусства, сохранив свою противоречивую тождественность как популярной, так и академической музыке. Джаз остаётся престижным и поддерживается научными кругами, учредительными фондами, всемирной сетью фестивалей. Наследие джаза широко известно, и он продолжает влиять на мировую музыкальную культуру.
16 декабря 2009 года Палата представителей США приняла резолюцию, посвящённую 50-летию музыкального альбома Kind Of Blue и «подтверждающую джаз как национальное достояние» Соединённых Штатов Америки.

## Происхождение термина

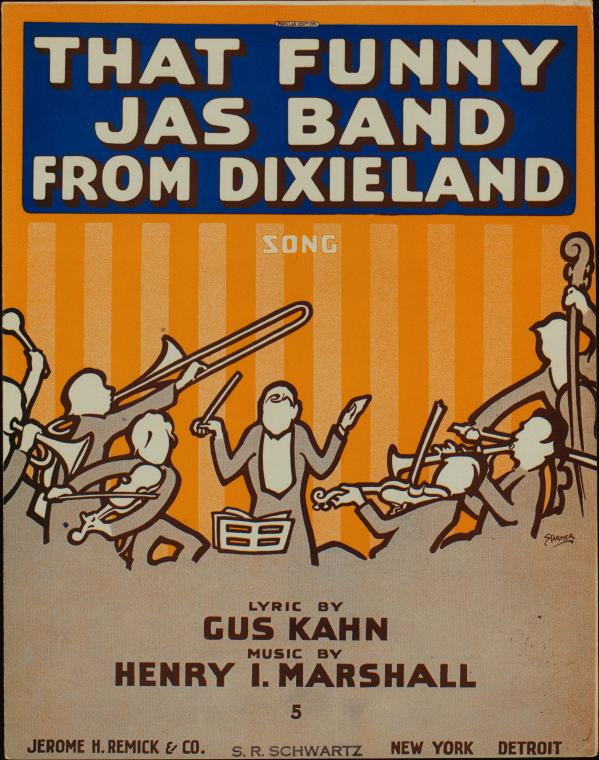
«That Funny Jas Band From Dixieland» — обложка партитур 1916 года. В то время использовались различные правописания, такие как «jass» и «jas» и считается, что это первое задокументированное использование термина в значении музыкального жанра

Слово «jazz» (его вариации: «jas», «jass», «jascz», «jasz», «jaz») возникло как жаргонный термин на западном побережье примерно в 1910-х годах. Значение его менялось, но изначально не относилось к музыке. Термином «jazz» стали подразумевать музыку в Чикаго примерно в 1915 году. Историк джаза Лоуренс Гаши в своих работах отмечал, что слово не происходит из Нового Орлеана, и ранние джазовые музыканты не использовали его. Они добавляли элементы той же импровизации в регтайм и называли свою музыку «своей версией регтайма». Считается, что слово перекочевало туда в 1916 году лишь после того как оно активно использовалось на севере (подразумевают Чикаго), и тому подтверждением являются записанные с 1958 года для архива имени Уильяма Хогана в Тулейнском университете сотни интервью джазовых музыкантов в Новом Орлеане, родившихся между 1885 и 1901 годами. Американское диалектное общество назвало слово «jazz» словом XX века в 2000 году.
Один из ранних джазовых музыкантов Гарвин Бушелл был уверен, что происхождение слова «jazz» относится к парфюмерной индустрии. В своей книге 1988 года «Jazz From the Beginning» он вспоминал о своих первых годах в музыке: «В те дни парфюмерная промышленность в Новом Орлеане была очень большой, поскольку французы привезли её с собой [из Старого света]. Они использовали масло жасмина во всех ароматах, чтобы придать им силы и бодрости. Поэтому они говорили: „let’s jass it up a bit“, когда что-то было немного „мёртвым“». В дальнейшем похожую фразу использовали в сфере бейсбола. В 1920-х годах Джон Филип Суза предположил, что «jazz» вошёл в словарный запас американцев благодаря водевилю, на котором всё актёры в конце выступления возвращались на сцену, чтобы дать зажигательный и шумный финал, называемый «jazzbo». Оно является сложным словом, поскольку состоит из 2 корней — «jazz» и «bo», который по всей видимости был сокращением слова «boy» (с англ. — «мальчик»).
Также этимологи указывали на танцующего раба Джаспера, работавшего на плантациях неподалёку от Нового Орлеана в начале XIX века по прозвищу «Jazz», барабанщика из Миссисипи по имени Чес Вашингтон, жившего в конце XIX века, псевдоним Рея Чарльза Александра, жившего в начале XX века, музыканта из Чикаго по имени Джасбо Браун, дирижёра оркестра в Новом Орлеане по имени мистер Разз (англ. Mr. Razz), французское слово «шассе» (фр. chassé) — скользящий танцевальный шаг, который уже в 1830-х годах превратился в архетипический американский глагол «sashay» (с англ. — «отправляться»), другое французское слово «jaser», которое означает «бесполезные разговоры ради удовольствия слышать собственный голос» или на арабский «jazib», что означает «соблазняющий». Тесная связь джаза с афроамериканской культурой подтолкнула других искать истоки в африканских языках: в мандинке «jasi» означает «стать непохожим на себя», в лубе «jaja» истолковывается как «причина танцевать» или в темне «yas», что означает «быть чрезвычайно живым или энергичным».
Предполагается, что «jazz» происходит от устаревшего сленга «jasm», который в свою очередь предположительно происходит от слов «jism» или «gism». В Историческом словаре американского сленга, датированного 1860 годом «jasm» истолковывается как «дух», «энергия» или «сила», а в Оксфордском словаре английского языка появление слова «gism» в том с тем же значении относят к 1842 году. По словам этимолога Джеральда Коэна (англ. Gerald Cohen), ведущего исследователя истоков слова «jazz», нет даже уверенности в том, что слова «gism» и «jasm» связаны между собой и вполне возможно, что они абсолютно независимы. Слово «jism» в настоящее время также имеет сексуальный подтекст и переводится как «сперма», поэтому оно относится к категории табуизмов, но в XIX и начале XX веков оно использовалось в ином, более нейтральном значении. «Jism» или его вариант «jizz» (который не был засвидетельствован в Историческом словаре американского сленга до 1941 года) также предлагался как прямой источник слова «jazz». Прямое происхождение от «jism» фонологически маловероятно. Согласно этому предположению, слово «jasm» является промежуточной формой. Связь между словами «jasm» и «jazz» подтверждается статьёй 18 февраля 1916 года в «Daily Californian», в которой использовалось правописание «jaz-m», которое, исходя из контекста и других публикаций того времени подразумевало музыкальный жанр. В работе Джозайя Холланда под названием «Карьера мисс Гилберт: американская история» (англ. Miss Gilbert's Career: An American Story) даётся такое определение слову «jasm»:

— …Она такая же как её мать. 

— У неё она умная? 

— Да сэр. Не сомневаюсь в этом. Ох! Она также полна джазма! 

— …Теперь скажи мне, что такое «джазм». 

— …Это если вы возьмете, смешаете и поместите в женщину гром и молнию, пароход и пильный диск.
Оригинальный текст (англ.)
— ...She's just like her mother. 

— Got a smart mother, has she? 

— Yes, sir. No mistake about that. Oh! She is just as full of jasm! 

— ...Now tell me what "jasm" is. 

— ...If you'll take thunder and lightening, and a steamboat and a buzz-saw, and mix 'em up, and put 'em into a woman, that's jasm.

— Цит. по Holland J. B. Miss Gilbert's Career: An American Story. — C. Scribner, 1860. — P. 350.
Как можно заметить, слово было в новинку в то время и ещё не успело закрепиться в речи людей. Согласно другим версиям, «jazz» зародился среди белых американцев, и самые ранние употребления этого слова в печатном формате относятся к сфере бейсбола 1910-х годов в Калифорнии (Вечерний Вестник Сан-Франциско), где оно означало «живой», «энергичный», «командный дух» («Let’s jazz this up!» — с англ. — «давайте оживим/взбодрим это!»). Самое раннее известное употребление встречается в статье 2 апреля 1912 года, обнаруженной исследователем Джорджем Томпсоном в оцифрованных архивах The New York Times в 2003 году. Питчер Бен Хендерсон команды «Лос-Анджелес Энджелс» говорил о новом виде броска, называемый «jazz curve»: «В этом году я выучил новый вид броска… Я называю его „Jazz ball“ потому что мяч виляет из стороны в сторону и с этим ты не можешь ничего поделать». Сам термин перекочевал из области бейсбола в музыку, потому что джаз, который был очень популярен в Новом Орлеане в то время характеризовали подстать бейсболу как «энергичную и бодрящую» и он просто игрался, а официального названия у него не было. Бейсбольный термин «jazz» стал использоваться в обиходе также благодаря спортивному обозревателю Скупу Глисону (англ. E. T. (Scoop) Gleeson), который в свою очередь в 1938 году говорил о том, что он узнал об этом термине от своего коллеги Спайка Слэттери (англ. William (Spike) Slattery) в 1913 году в тренировочном лагере местной бейсбольной команды. Можно с уверенностью сказать, что это слово было тогда в новинку, потому что в 6 марта 1913 года Скуп решил пояснить его значение. Спайк услышал это слово от игроков в одной из игр крэпса, в котором они кричали «Come on, the old jazz». Безработный на тот момент местный музыкант по имени Арт Хикмен взял на себя работу по организации вечерних развлечений в лагере. Среди них была регтайм-группа, которую он основал в сотрудничестве с другими неработающими музыкантами, включая тех кто играл на банджо. Именно эта группа положила начало новому звучанию, которое впоследствии в лагере стали называть джазом. К следующему году термин перекочевал в Чикаго, скорее всего, благодаря усилиям другого лидера группы Берту Келли. В 1916 году он появился там в ином правописании в названии «New Orleans Jass Band». Несмотря на название этой группы, это слово не употреблялось в Новом Орлеане до 1917 года, как засвидетельствовали ранние джазовые музыканты.
5 апреля 1913 та же газета (Вечерний Вестник Сан-Франциско) опубликовала большую статью Эрнеста Хопкинса о значении и различных вариантов написания слова «jazz». Оно явно было нововведением, как отмечалось Оксфордском словаре английского языка: "Существование статьи, озаглавленной «Восхваление „джаза“: …» (англ. In Praise of Jazz: A Futurist Word Which Has Just Joined the Language) о слове, которое только что вошло в язык, позволяет предполагать, что оно было тогда новшеством".
В Оксфордском словаре английского языка однажды утверждалось, что слово «jazz» впервые было задокументировано в 1909 году, за три года до упоминания в бейсболе. Но это была ошибка — они перепутали две записи одного и того же комедийного монолога, сделанные одним и тем же артистом Кэлом Стюартом. В 1909 году он сделал запись под названием «Uncle Josh in Society». Здесь не используется слово «jazz». Он сделал ту же запись в 1919 году и добавил слово «jazz», потому что к тому времени оно стало популярным.
Со временем термин ассимилировался и в других языках. Например в испанском языке, правописание осталось тем же, но произношение изменилось и звучит по-разному в зависимости от диалекта — чилийцы произносят его как «яс» (англ. yass, произношение: /jɑːs/), в то время как аргентинцы произносят как «шасс» (англ. shass, произношение: /ʃɑːs/).
В русском языке произношение похоже, но термин транслитерировали кириллическим алфавитом как «джаз».

## История

### Истоки джаза (до 1895)

#### Новый Орлеан

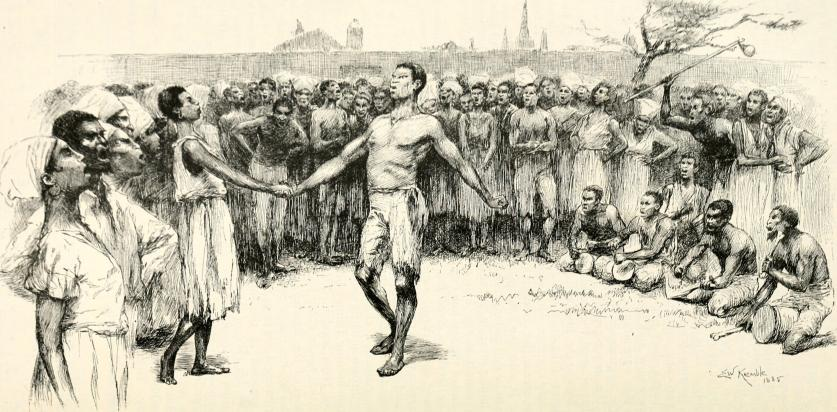
Гравюра Эдварда Кембла для иллюстрации статьи Джорджа Кейбла «Танец на Конго», опубликованная в журнале The Century Magazine, февраль 1886 года

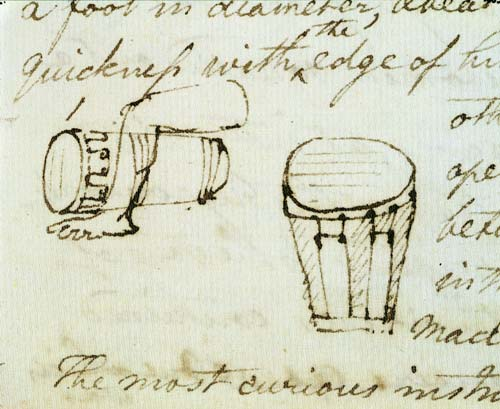
Новый Орлеан, 1819 год. Записная книжка Бенджамина Генри Латроба с изображением барабана, на котором играли рабы на площади Конго

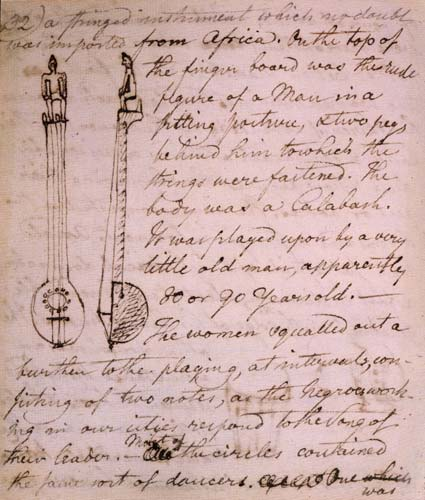
Ещё одно изображение Бенджамина Латроба с изображением струнного инструмента

Первые признаки джаза возникли в начале девятнадцатого века в Новом Орлеане, штат Луизиана, когда на площади Конго (ныне парк Луи Армстронга) городские рабы по воскресеньям (в их единственный свободный день) устраивали танцы. Власти города разрешили рабам собираться вместе, но за пределами города и на открытой местности к северу от Рампарт-стрит. Этот район стал известен как Place des Negres, затем как Place Congo. К тому времени, когда американцы оказались у власти, город расширился за пределы Французского квартала, и это место сбора уже называлось площадью Конго. Новый Орлеан сильно отличался от остальных колоний своими культурными связями со Старым Светом. В нём преобладали более либеральные взгляды на жизнь, ценившие хорошую еду, вино, музыку и танцы. Фестивали были частым явлением, и Уильям Клэрборн, первый назначенный в будущем американцами губернатор территории Луизианы отмечал, что «жители города неуправляемы из-за своей озабоченности танцами». Северную часть Америки в XVIII—XIX веках занимали протестанты (выходцы из Англии, Германии, Голландии), среди которых было много религиозных миссионеров, стремящихся разрушить родовые и семейные ценности африканцев, обратить в христианскую веру и приобщить к своей культуре рабов. А южную и центральную части материка выбрали католики (французы, испанцы и португальцы), которые не вникали в духовную и социальную жизнь невольников и относились к ним более непринуждённо. Католики в Новом Орлеане следовали старому Чёрному кодексу, который в целом представлял собой гораздо менее суровый набор руководящих принципов, чем то, чему следовали британцы-протестанты. Он был принят в 1724 году, через 6 лет после основания города находящегося под властью французов и католиков и одним из пунктов являлся объявление воскресенья нерабочим днём для всех в колонии, в том числе рабов. Однако ни один закон не давал рабам право собираться, потому что любой слух о попытке восстать и обрести свободу ставили под угрозу целостность системы. Тем не менее, с самых первых дней существования колонии в Новом Орлеане африканцы всё же периодически собирались при каждой возможности в различных местах города: вдоль дамб, на задних дворах, на плантациях, в отдаленных районах и в других общественных местах по воскресеньям до 1817 года. В этом году городские власти ограничили собрания рабов одним назначенным местом. Это была площадь Конго.
Площадь Конго вбирает в себя очень богатый культурный пласт благодаря французского, испанского и американского правлений в Новом Орлеане. Многие учёные склоняются к тому, что новоорлеанский джаз возник именно там, потому что ритмы и песни, которые там игрались можно найти в ранних джазовых работах города. При французском правлении две трети привезённых рабов происходили из Сенегамбии, а другие — из залива Бенин и Королевства Конго. Под властью Испании африканцы были привезены также из залива Биафра, Сьерра-Леоне, Наветренных островов, Золотого берега и Мозамбики. При американском правлении большинство привезённых рабов были выходцами из Королевства Конго. К 1721 году рабы составляли 30 процентов населения Нового Орлеана, а к концу века составляли более половины.
На площади собирались африканцы из разных слоёв и частей города. Там были полевые рабочие, домашние прислуги, дети и т. д. Группа музыкантов играла на цилиндрических барабанах диаметром примерно в 30 сантиметров, сделанных из кожи животных, сидя верхом на них и обхватив коленями. Одни играли на самодельных струнных инструментах, напоминавших горлянку (англ. calabash). Другие били двумя короткими палками по инструментам отбивая сложные импровизационные ритмы. Играли также на калимбе, банджо, многоствольных флейтах, балафоне, челюстях животных и на некоторых духовых инструментах. От 500 до 600 рабов (в некоторых случаях до нескольких тысяч) собирались в круг диаметром до 30 метров и двигались в круговой траектории притоптывая ногами и напевая песни. В центре были музыканты и танцоры, а вокруг были люди, которые хлопали, пели, трясли погремушками, улюлюкали и время от времени заменяли устававших танцоров. В этих танцах было много ритуального, поэтому на одеждах людей часто висели элементы ритуальной культуры Африки. Те, кто был украшен больше и лучше всего казались самыми грозными и привлекали наибольшие кольца людей. Бенджамин Латроб, известный американский и английский архитектор и инженер стал свидетелем одних из этих танцев 21 февраля 1819 года и с точностью воспроизвёл в своих рисунках эти инструменты, схожие впоследствии на инструменты коренных народов Африки. «Эти танцы были похожи на ничто иное как обычную вечеринку, — писал историк Нед Саблетт, — но играть на инструментах в 1819 году в США, где любое проявление африканской культуры тщательно стиралось было актом воли и сопротивления». Со временем в город стали прибывать англоговорящие рабы из других рабовладельческих районов, благодаря чему европейская культура стала взаимодействовать с африканской. Стали появляться новые танцы, элементы, песни и инструменты. К последним относились варган, треугольник, скрипка и бубен. Они танцевали под «Old Virginia Never Tire» и пели «Hey Jim Along» и «Get Along Home You Yallow Gals».
Укоренившееся в Западной культуре различие и границы между исполнителем и аудиторией в этих танцах были стёрты. Отделение песен от танцев, преобладавшее в умах мыслителей того времени также отсутствовало и было заменено на «некую согласованность звука и динамики». В дальнейшем эти собрания стали более светскими и ритуальными, в 1808 году даже использовался термин «преклонение» (англ. worship) для их описания. Истоки танцев проистекают из ритуальных танцев Африки, которые были замечены многими этнографами в разных видах и обличиях в различных частях континента. В Америке эти танцы стали известны как «крики в кольце» (англ. ring shout), которые, как писал Стерлинг Стаки, были «тем, в чём африканцы узнавали и признавали как что-то общее для их». Ринг-шауты основаны на системе отклика-ответа (антфиона). Эти традиции продолжали существовать вплоть до XX века: Алан и Джон Ломакс стали свидетелями танцев в Луизиане и присутствовали в других в Техасе, Джорджии и Багамах. В 1950-х американский джазовый критик Маршалл Стернс приметил их в Южной Каролине. Новый Орлеан был основан в 1718 году как часть французской колонии, в 1763 Франция передала территории Луизианы Испании и получила обратно в 1803 году. После покупки Соединёнными Штатами Луизианы в том же году, собрания были ограничены и позволялись лишь до захода солнца. К 1817 году городские законы Нового Орлеана снова ограничили собрания на площади, которая тогда называлась уже Place Publique. Из-за растущей обеспокоенности по поводу вторжения аболиционистов в город и угрозы революции, в 1835 году танцы были отменены, возобновлены, а затем снова отменены в 1851 году. К 1856 году лицам африканского происхождения больше не разрешалось играть в барабаны в городе. После этого территория использовалась в основном для военных учений. Согласно документам эти танцы на площади Конго продолжались вплоть до 1885 года, не считая перерыва в течение Гражданской войны. Их исчезновение совпало с появлением первых джаз бэндов в Новом Орлеане. Некоторые исследователи утверждают, что конец танцам пришёл даже ранее 1870 года, которые тем не менее продолжались практиковаться уже непублично. Сэмюэл Флойд писал, что "танцы переродились в джазовые похороны (обычай, при котором джазовые музыканты играли и сопровождали похоронные процессы) и обладали теми же отличительными чертами, например, круговыми траекториями движения музыкантов. Отсутствовало лишь само кольцо, и действия были более скоординированными, так как им необходимо было проложить свой путь во время игры от кладбища до города.
«Мой дедушка, — вспоминал Сидней Беше, — по воскресеньям играл на барабанах вместе с рабами на площади Конго — так они называли её в то время… Он был музыкантом. Никто не должен был объяснять ему ноты или ритм, который надо было отбивать. Это всё было внутри него, было тем, в чём он всегда был уверен». На протяжении всей истории существования площади у неё было много названий и имён — как официальных, так и неофициальных. К некоторым из них относятся Place Publique, Place des Nègres, Place Congo, Circus Park, Circus Square, Circus Place, Congo Park, Congo Plains, Place d ’Armes и Beauregard Square. Одними из названий, которые путешественники использовали когда писали в своих работах об этом месте являются Congo ground, Congo Green, the green expanse и the commons. Тем не менее, наименование «Площадь Конго» стало наиболее популярным и появилось на картах Нового Орлеана в 1880-х годах, хотя никаким городским постановлением это название не было официально закреплено. После Гражданской войны в 1893 году городские власти пытались подавить воскресные послеобеденные собрания, вплоть до официального переименования площади Конго в «Площадь Борегара» в честь майора армии США и генерала армии Конфедерации Пьера Борегара. Однако жители Французского квартала и других близлежащих районов всегда называли это место площадью Конго и название приобрело особую известность и широкое распространение начиная с 1970-х годов, когда на близлежащей территории обновлённой площади был построен парк Луи Армстронга, спроектированный архитектором и городским дизайнером Робином Райли. Это название было официально закреплено городским советом Нового Орлеана лишь в 2011 году. В 1989 году был создан Фонд площади Конго (англ. The Congo Square Foundation), ныне Общество сохранения площади Конго (англ. The Congo Square Preservation Society), а в 1993 Национальный реестр исторических мест США внёс площадь Конго в свой список.

### Появление джаза (1890—1917)
После закрытия Сторивилла джаз из регионального фольклорного жанра начинает превращаться в общенациональное музыкальное направление, распространяясь на северные и северо-восточные провинции США.

Но его широкому распространению, конечно, не могло способствовать только закрытие одного увеселительного квартала. Наряду с Новым Орлеаном, в развитии джаза большое значение с самого начала играли Сент-Луис, Канзас-Сити и Мемфис.

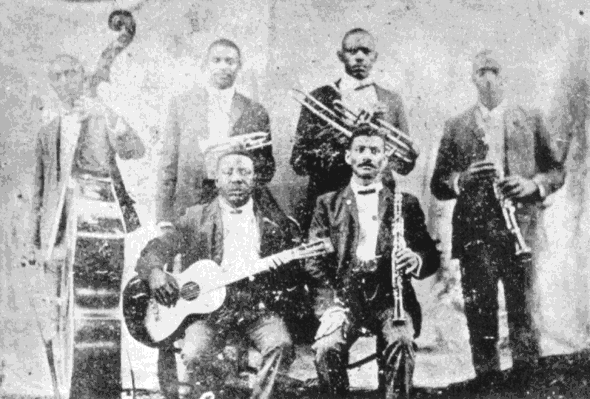
Джазовый ансамбль Bolden Band (1905)

В Мемфисе в XIX веке зародился регтайм, откуда потом в период 1890—1903 годов он распространился по всему североамериканскому континенту. С другой стороны, представления менестрелей, с их пёстрой мозаикой всевозможных музыкальных течений афроамериканского фольклора от джиги до регтайма, быстро распространились повсюду и подготовили почву для прихода джаза. Многие будущие знаменитости джаза начинали свой путь именно в менестрель-шоу. Задолго до закрытия Сторивилла новоорлеанские музыканты отправлялись на гастроли с так называемыми «водевильными» труппами. Джелли Ролл Мортон с 1904 года регулярно гастролировал в Алабаме, Флориде, Техасе. С 1914 года он имел контракт на выступления в Чикаго. В 1915 году переезжает в Чикаго и белый диксилендовый оркестр Тома Брауна. Крупные водевильные турне в Чикаго совершал и знаменитый «Креол Бэнд», руководимый новоорлеанским корнетистом Фредди Кеппардом. Отделившись в своё время от «Олимпия Бэнда», артисты Кеппарда уже в 1914 году успешно выступали в самом лучшем театре Чикаго и получили предложение сделать звуковую запись своих выступлений даже прежде «Original Dixieland Jazz Band», которое, впрочем, Фредди Кеппард недальновидно отклонил.
Значительно расширили территорию, охваченную воздействием джаза, оркестры, игравшие на прогулочных пароходах, ходивших вверх по Миссисипи. Ещё с конца XIX века стали популярными речные поездки из Нового Орлеана в Сент-Пол сначала на уик-энд, а впоследствии и на целую неделю. С 1900 года на этих прогулочных пароходах (riverboat) начинают выступать новоорлеанские оркестры, музыка которых становится наиболее привлекательным развлечением для пассажиров во время речных туров. В одном из таких оркестров «Шугер Джонни» начинала будущая жена Луи Армстронга, первая джазовая пианистка Лил Хардин.
В riverboat-оркестре другого пианиста Фэйтса Мэрейбла выступало много будущих новоорлеанских джазовых звёзд. Пароходы, совершавшие рейсы по реке, часто останавливались на попутных станциях, где оркестры устраивали концерты для местной публики. Именно такие концерты стали творческими дебютами для Бикса Бейдербека, Джесса Стейси и многих других. Ещё один знаменитый маршрут пролегал по Миссури до Канзас-Сити. В этом городе, где благодаря крепким корням афроамериканского фольклора развился и окончательно дооформился блюз, виртуозная игра новоорлеанских джазменов нашла исключительно благодатную среду. Главным центром развития джазовой музыки к началу 1920-х становится Чикаго, в котором усилиями многих музыкантов, собравшихся из разных концов США, создаётся стиль, получивший прозвище чикагский джаз.

## Основные течения

### Новоорлеанский джаз
Термином «новоорлеанский», или «традиционный», джаз обычно определяют стиль музыкантов, исполнявших джаз в Новом Орлеане в период между 1900 и 1917 гг., а также новоорлеанскими музыкантами, которые играли в Чикаго и записывали пластинки, начиная приблизительно с 1917-го и на протяжении 1920-х годов. Этот период джазовой истории также известен как «эпоха джаза». Понятие также используется для описания музыки, исполняемой в различные исторические периоды представителями новоорлеанского возрождения, стремившимися исполнять джаз в том же самом стиле, что и музыканты новоорлеанской школы.

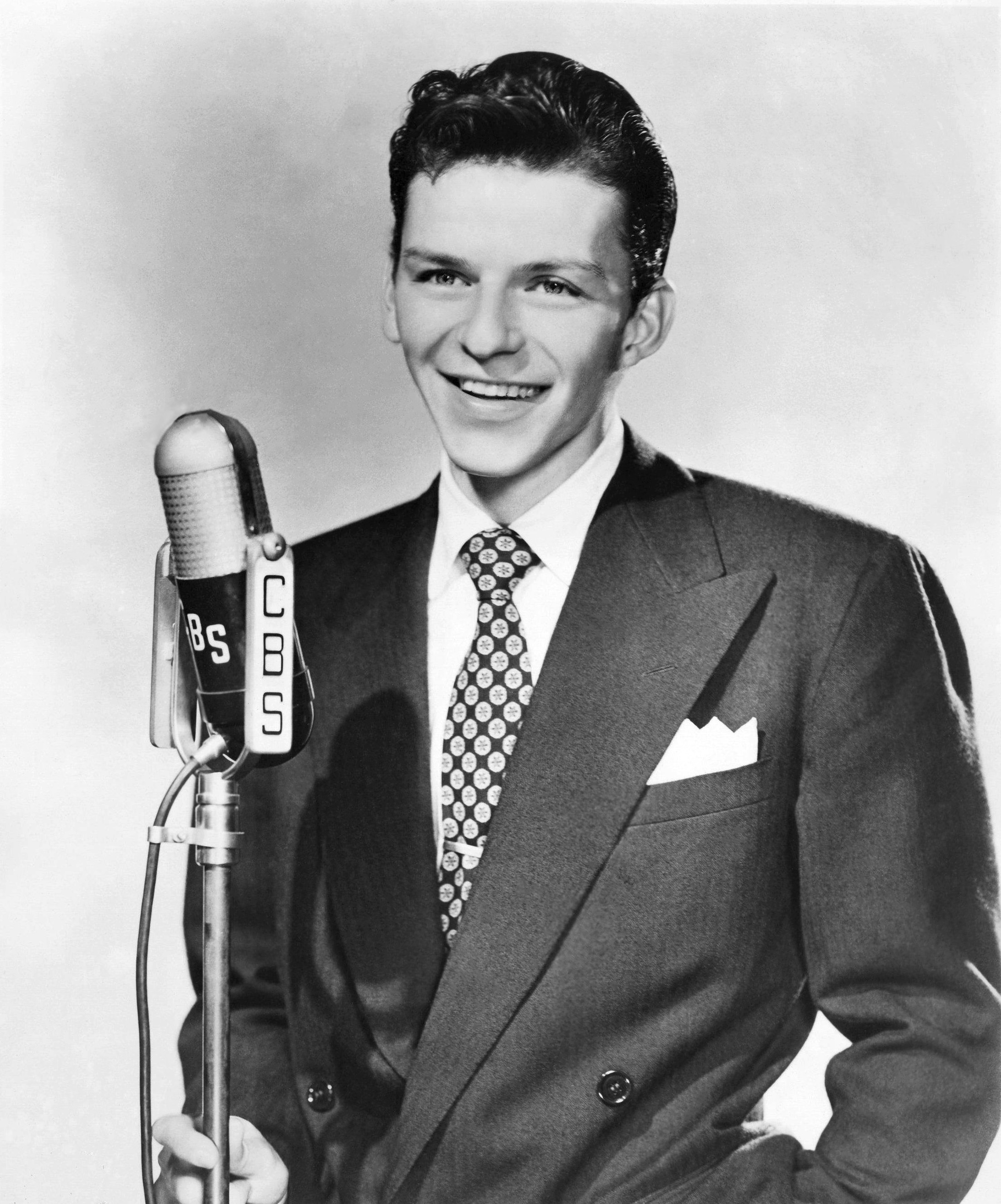
Джазовый певец Фрэнк Синатра в студии звукозаписи CBS Radio, 1942 год

### Свинг
Свинг в переводе с английского «swing» означает «качание». Термин имеет два значения. Во-первых, это выразительное средство в джазе. Характерный тип пульсации, основанной на постоянных отклонениях ритма от опорных долей. Благодаря этому создаётся впечатление большой внутренней энергии, находящейся в состоянии неустойчивого равновесия. Во-вторых, стиль оркестрового джаза, сложившийся на рубеже 1920—1930-х годов в результате синтеза негритянских и европейских стилевых форм джазовой музыки.
Исполнители: Гленн Миллер, Фрэнк Синатра, Томми Дорси, Бенни Гудмен, Джо Пасс, Нора Джонс, Оскар Питерсон, Айк Квебек, Паулиньо Да Коста, Уинтон Марсалис, The Mills Brothers, Стефан Граппелли.

### Симфоджаз

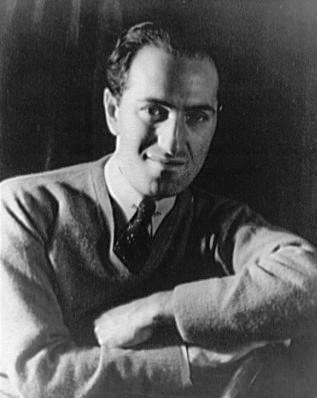
Джордж Гершвин, один из самых известных белых джазовых композиторов

Симфоджаз был создан в 1920-х годах в США в результате слияния культур Европы, Африки и Латинской Америки. В первой половине XX века переселение миллионов людей из разных стран мира в Америку привело к взаимодействию разных культур и созданию новых направлений в музыке. Европейские музыканты с классическим образованием были частью огромного потока иммигрантов, принесших в Америку культуру концертов классической музыки в престижных залах и клубах. Америка открыла возможность сделать успешную карьеру и оказать влияние на развитие джаза многим из европейских музыкантов, таким как Сергей Рахманинов и Игнац Падеревский, Дмитрий Тёмкин, Игорь Стравинский и Ирвинг Берлин, и др. Многие тысячи музыкантов, обученных в классических консерваториях Европы, нашли работу в оркестрах голливудских киностудий, а также в джаз-оркестрах, игравших в ресторанах и на танцплощадках, и своим мастерством оказали влияние на развитие джаза. Синтез европейской симфонической традиции с экспериментальной свободно развивающейся американской музыкальной культурой привел к созданию симфоджаза из сплава большого симфонического оркестра с джазовым ансамблем.
Лидером жанра стал Джордж Гершвин, потомок иммигрантов из России, создавший классические произведения в стиле симфоджаза «Рапсодия в стиле блюз», джазовую оперу «Порги и Бесс». Джордж Гершвин завоевал всемирную известность как автор популярных песен, мелодии которых вошли в золотой фонд джазовых стандартов и продолжают составлять репертуар исполнителей джаза.
Симфоджаз в киномузыке с использованием элементов джаза в партитуре большого оркестра применял Дмитрий Тёмкин, выпускник Петербургской консерватории, который добился успеха в Голливуде, написав музыку к 50 кинофильмам. Дмитрий Тёмкин впоследствии стал четырёхкратным обладателем премии «Оскар».

### Бибоп

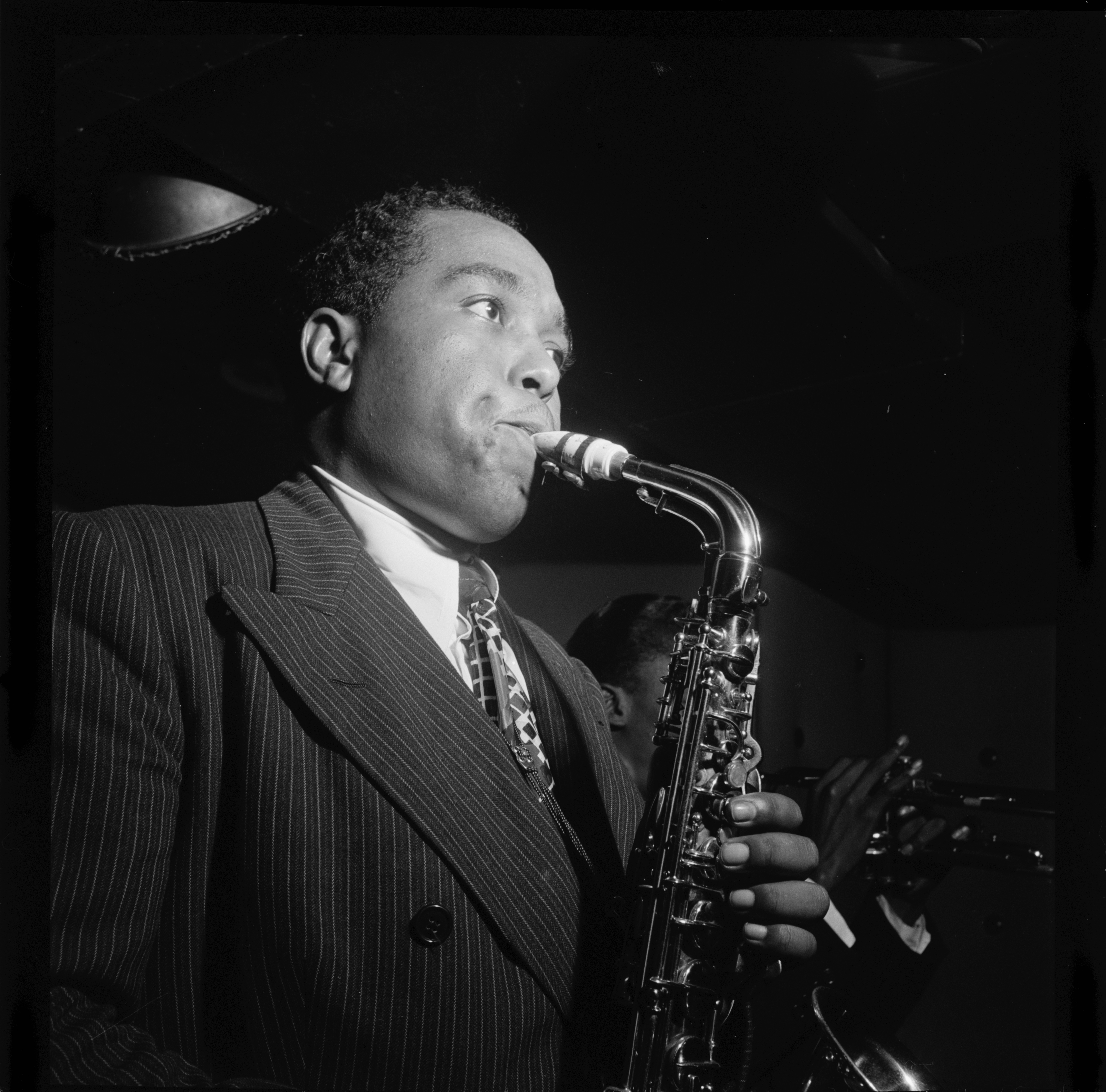
Чарли Паркер, ключевая фигура в формировании стиля Бибоп

Джазовый стиль, сложившийся в начале — середине 40-х годов XX века в Нью-Йорке и открывший собой эпоху модерн-джаза. Характеризуется быстрым темпом и сложными импровизациями, основанными на изменении гармонии, а не мелодии. Сверхбыстрый темп исполнения был введён Паркером и Гиллеспи, дабы не подпустить к их новым импровизациям непрофессионалов. Кроме всего прочего, отличительной чертой всех бибоперов стала эпатажная манера поведения и внешнего облика: изогнутая труба «Диззи» Гиллеспи, поведение Чарли Паркера и «Диззи» Гиллеспи, нелепые шляпы Телониуса Монка и т. д.
Возникнув как реакция на повсеместное распространение свинга, бибоп продолжил развивать его принципы в использовании выразительных средств, но вместе с тем обнаружил ряд противоположных тенденций.
Название этого направления в джазе произошло от «ри-боп» — слова, характеризующего манеру исполнения музыкантов данного стиля. В этой музыке на первый план выступает солист, его музыкальная вдохновлённость и виртуозное владение инструментом. Бибоп требовал от слушателя, привыкшего к танцевальной музыке свинг, очень многого и зачастую вызывал непонимание у публики.
В отличие от свинга, большей частью представляющего собой музыку больших коммерческих танцевальных оркестров, бибоп — это экспериментальное творческое направление в джазе, связанное главным образом с практикой малых ансамблей (комбо) и антикоммерческое по своей направленности.
Этап бибопа стал значительным смещением акцента в джазе от популярной танцевальной музыки к более высокохудожественной, интеллектуальной, но менее массовой «музыке для музыкантов». Боп-музыканты предпочитали сложные импровизации, основанные на обыгрывании гармонической составляющей пьес вместо мелодий.
Основателями стали: саксофонист Чарли Паркер, трубач Диззи Гиллеспи, пианисты Бад Пауэлл и Телониус Монк, барабанщик Макс Роуч.

### Биг-бэнды

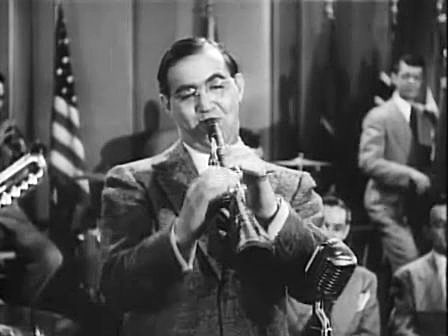
Кларнетист Бенни Гудмен, прозванный «королём свинга»

Классическая, сложившаяся форма биг-бэндов известна в джазе с начала 1920-х годов. Эта форма сохранила свою актуальность вплоть до конца 1940-х. Музыканты, поступившие в большинство биг-бэндов как правило чуть ли не в подростковом возрасте, играли вполне определённые партии, или заученные на репетициях, или по нотам. Тщательные оркестровки вместе с крупными секциями медных и деревянных духовых инструментов выводили богатые джазовые гармонии и создавали сенсационно громкое звучание, ставшее известным как «звуки биг-бэнда» («the big band sound»).
Биг-бэнд стал популярной музыкой своего времени, достигнув пика славы в середине 1930-х. Эта музыка стала источником повального увлечения свинговыми танцами. Руководители знаменитых джаз-оркестров Дюк Эллингтон, Бенни Гудмен, Каунт Бэйси, Арти Шоу, Чик Уэбб, Гленн Миллер, Томми Дорси, Джимми Лансфорд, Чарли Барнет сочинили или аранжировали и записали на пластинки подлинный хит-парад мелодий, которые звучали не только по радио, но и повсюду в танцевальных залах. Многие биг-бэнды демонстрировали своих импровизаторов-солистов, которые доводили зрителей до состояния, близкого к истерии во время хорошо раскрученных «сражений оркестров».

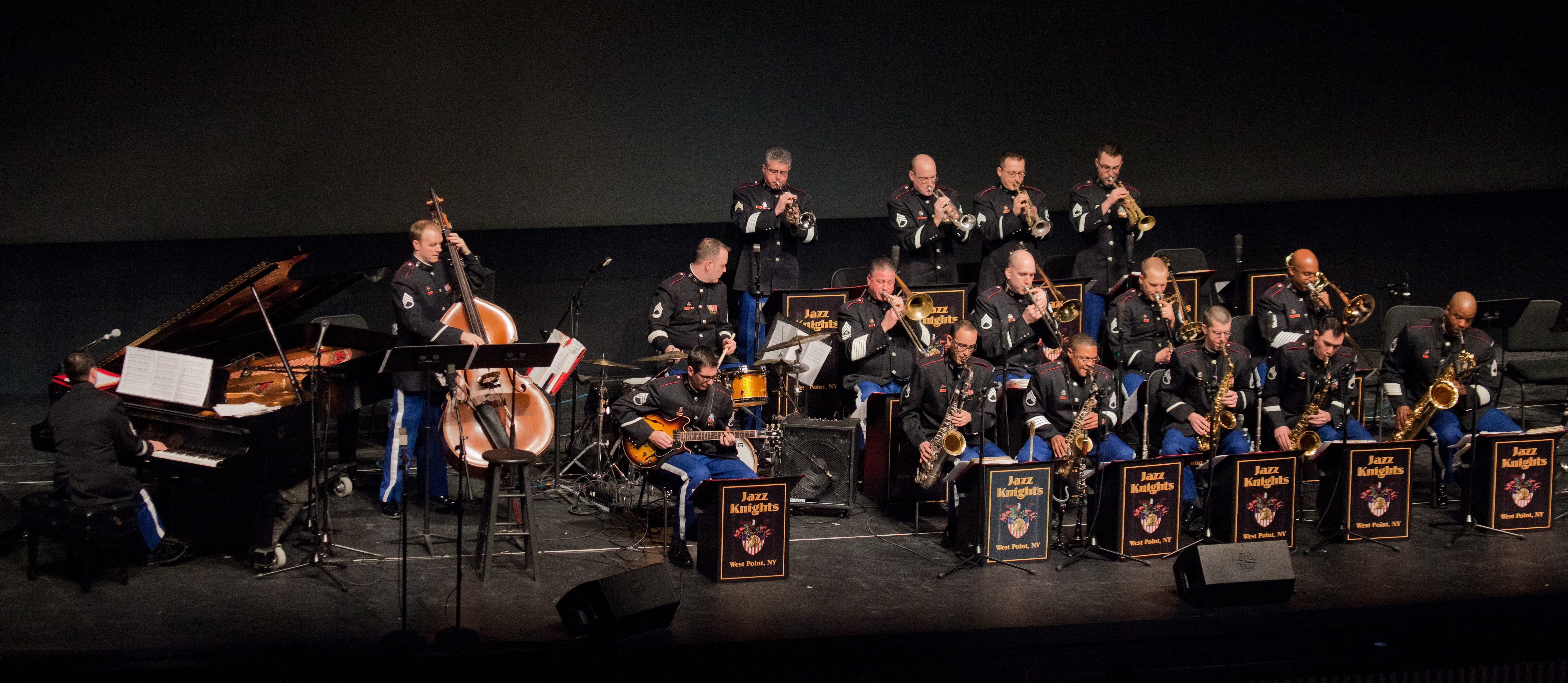
Джазовый биг-бэнд Военной Академии США Вест Поинт, 2010 год

Хотя популярность биг-бэндов после Второй мировой войны значительно снизилась, оркестры во главе с Бэйси, Эллингтоном, Вуди Германом, Стэном Кентоном, Гарри Джеймсом и многими другими часто гастролировали и записывали пластинки в течение нескольких следующих десятилетий. Их музыка постепенно преображалась под влиянием новых течений. Такие группы, как ансамбли во главе с Бойдом Райберном, Сан Ра, Оливером Нельсоном, Чарльзом Мингусом, Тэдом Джонсом-Мэлом Льюисом исследовали новые понятия в гармонии, инструментовках и импровизационной свободе.
Сегодня биг-бенды являются стандартом в джазовом образовании. Репертуарные оркестры типа джазового оркестра Линкольн-Центра, Джазового оркестра Карнеги-Холл, Смитсоновский оркестр шедевров джаза и Чикагского джазового ансамбля регулярно играют оригинальные аранжировки биг-бэндовских композиций.
В 2008 году на русском языке вышла каноническая книга Джорджа Саймона «Большие оркестры эпохи свинга», являющаяся по своей сути почти полной энциклопедией всех биг-бэндов золотого века с начала 20-х по 60-е годы XX века.

### Мейнстрим

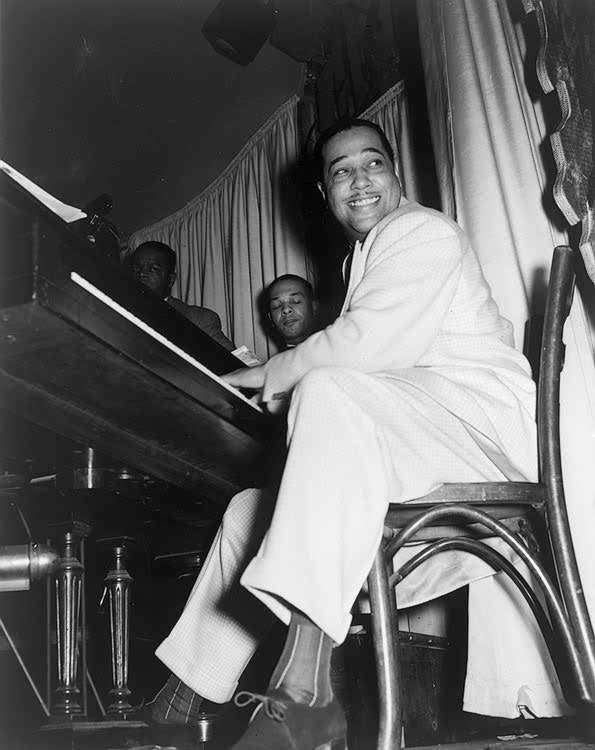
Пианист Дюк Эллингтон

После окончания господствующей моды больших оркестров в эпоху биг-бендов, когда музыку больших оркестров на сцене стали теснить маленькие джазовые ансамбли, свинговая музыка продолжала звучать. Многие знаменитые свинговые солисты после концертных выступлений в болл-румах, любили поиграть в своё удовольствие на спонтанно устраиваемых джемах в небольших клубах на 52-й улице в Нью-Йорке. Причём это были не только те, кто работал в качестве «сайдменов» в больших оркестрах, такие как Бэн Уэбстер, Коулмен Хоукинс, Лестер Янг, Рой Элдридж, Джонни Ходжес, Бак Клэйтон и другие. Сами руководители биг-бэндов — Дюк Эллингтон, Каунт Бэйси, Бенни Гудмен, Джек Тигарден, Гарри Джеймс, Джин Крупа, будучи изначально солистами, а не только дирижёрами, тоже искали возможности поиграть отдельно от своего большого коллектива, в малом составе. Не принимая новаторские приёмы наступающего бибопа, эти музыканты придерживались традиционной для свинга манеры, демонстрируя при этом неиссякаемую фантазию при исполнении импровизационных партий. Основные звёзды свинга постоянно выступали и записывались в небольших составах, получивших название «комбо», в рамках которых было гораздо больше простора для импровизаций. Стиль этого направления клубного джаза конца 1930-х годов получил с началом подъёма бибопа название мейнстрим, или «главное течение».
Некоторых из самых замечательных исполнителей этой эпохи можно было услышать на джемах 1950-х годов, когда аккордная импровизация уже получила преимущественное применение по сравнению с методом раскрашивания мелодии, характерная для эпохи свинга.
Вновь возникнув как свободный стиль в конце 1970-х и 1980-х годов, мейнстрим впитал в себя элементы кул-джаза, бибопа и хард-бопа. Термин «современный мейнстрим» или постбибоп используется сегодня почти для любого стиля, который не имеет близкой связи с историческими стилями джазовой музыки.

#### Северо-восточный джаз. Страйд

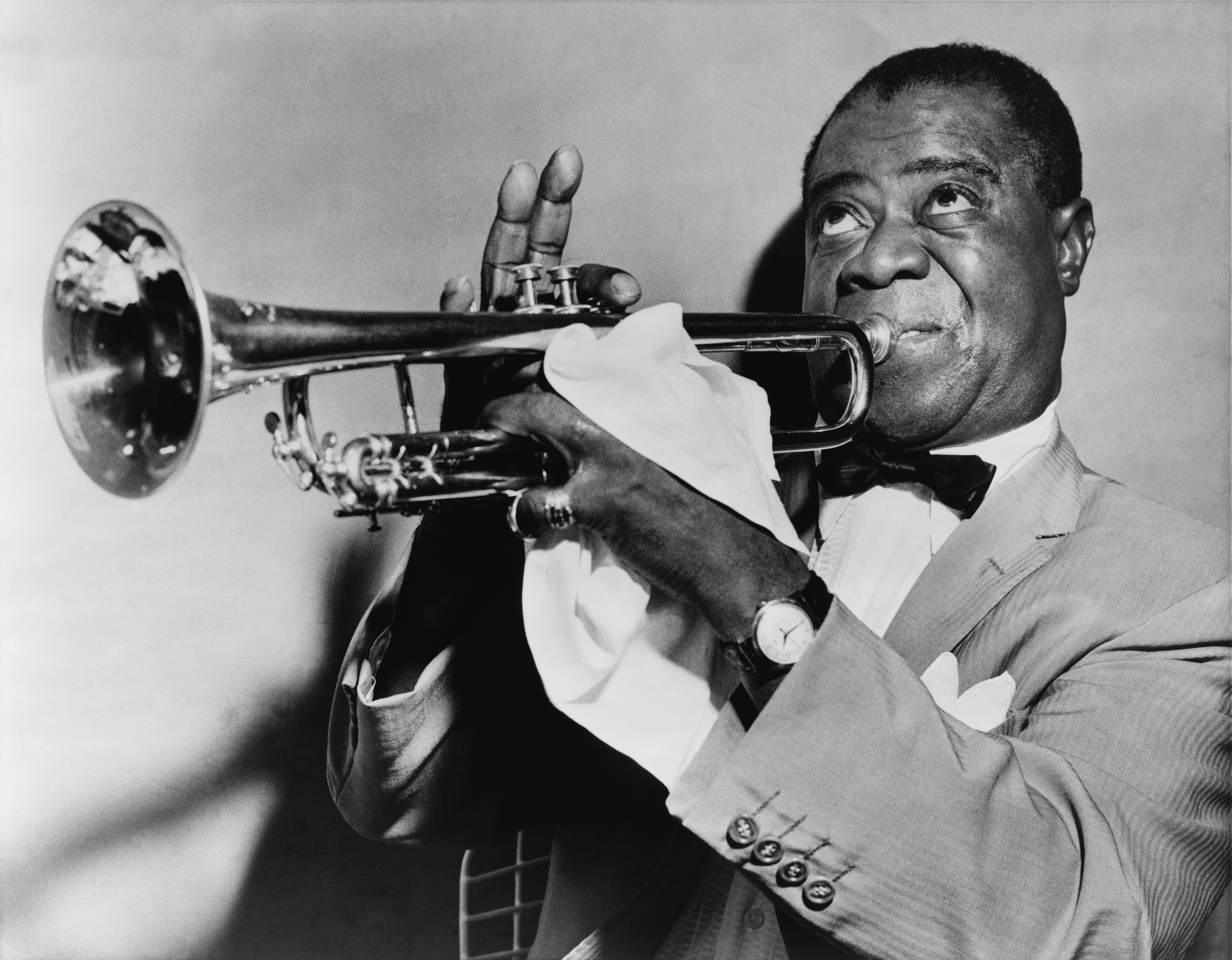
Луи Армстронг, трубач и певец

Хотя история джаза и началась в Новом Орлеане с наступлением XX века, но эта музыка пережила настоящий взлёт в начале 1920-х годов, когда трубач Луи Армстронг оставил Новый Орлеан, чтобы создать новую революционную музыку в Чикаго. Начавшаяся вскоре после этого миграция новоорлеанских джазовых мастеров в Нью-Йорк ознаменовала тенденцию постоянного движения джазовых музыкантов с Юга на Север. Чикаго воспринял музыку Нового Орлеана и сделал её горячей, подняв её накал не только усилием знаменитых ансамблей Армстронга Горячая Пятёрка и Горячая Семёрка, но также и других, включая таких мастеров, как Эдди Кондон и Джимми МакПартланд, чья бригада из Austin High School помогла возрождению Новоорлеанской школы. К числу других знаменитых чикагцев, раздвинувших горизонты классического джазового стиля Нового Орлеана, можно отнести пианиста Арта Ходеса, барабанщика Барретта Димса и кларнетиста Бенни Гудмена.
Армстронг и Гудман, перебравшиеся в конечном счёте в Нью-Йорк, создали там своеобразную критическую массу, которая помогла этому городу превратиться в настоящую джазовую столицу мира. И в то время как Чикаго оставался в первой четверти XX века в основном центром звуковой записи, Нью-Йорк наряду с этим превратился и в главную концертную площадку джаза, располагая такими легендарными клубами, как Минтон Плейхаус, Коттон Клаб, Савой и Вилидж Вэнджуард, а также такими аренами, как Карнеги Холл.

#### Стиль Канзас-Сити
В эпоху Великой депрессии и сухого закона джазовая сцена Канзас-Сити превратилась в своеобразную Мекку новомодных звуков конца 1920-х и 1930-х годов. Для стиля, процветавшего в Канзас-Сити, характерны проникновенные пьесы с блюзовой окраской, исполнявшиеся как биг-бендами, так и маленькими свинговыми ансамблями, демонстрировавшими очень энергичные соло, исполнявшиеся для посетителей кабачков с подпольно продававшимся спиртным.
Именно в этих кабачках и выкристаллизовался стиль великого Каунта Бэйси, начинавшего в Канзас-сити в оркестре Уолтера Пэйджа и впоследствии у Бенни Моутена. Оба этих оркестра были типичными представителями стиля Канзас-сити, основой которого стала своеобразная форма блюза, получившая название «городской блюз» и сформировавшаяся в игре вышеназванных оркестров. Джазовая сцена Канзас-сити отличалась также целой плеядой выдающихся мастеров вокального блюза, признанным «королём» среди которых был многолетний солист оркестра Каунта Бэйси, знаменитый блюзовый певец Джимми Рашинг.
Знаменитый альт-саксофонист Чарли Паркер, родившийся в Канзас-Сити, по приезде в Нью-Йорк широко использовал характерные блюзовые приёмы, разученные им в оркестрах Канзас-сити и составившие впоследствии один из отправных моментов в экспериментах бопперов в 1940-е годы.

#### Джаз Западного побережья
Исполнители, захваченные движением кул-джаза в 1950-е годы много работали в студиях звукозаписи Лос-Анджелеса. В значительной степени под влиянием нонета Майлза Дэвиса эти, базировавшиеся в Лос-Анджелесе исполнители развивали то, что теперь известно как «West Coast Jazz», или джаз Западного побережья.
Как студиях звукозаписи, такие клубы, как «Маяк» на Эрмоза-бич и «Хэйг» в Лос-Анджелесе часто представляли его главных мастеров, в числе которых были трубач Шорти Роджерс, саксофонисты Арт Пеппер и Бад Шенк, барабанщик Шелли Мэнн и кларнетист Джимми Джюффри.

### Кул-джаз

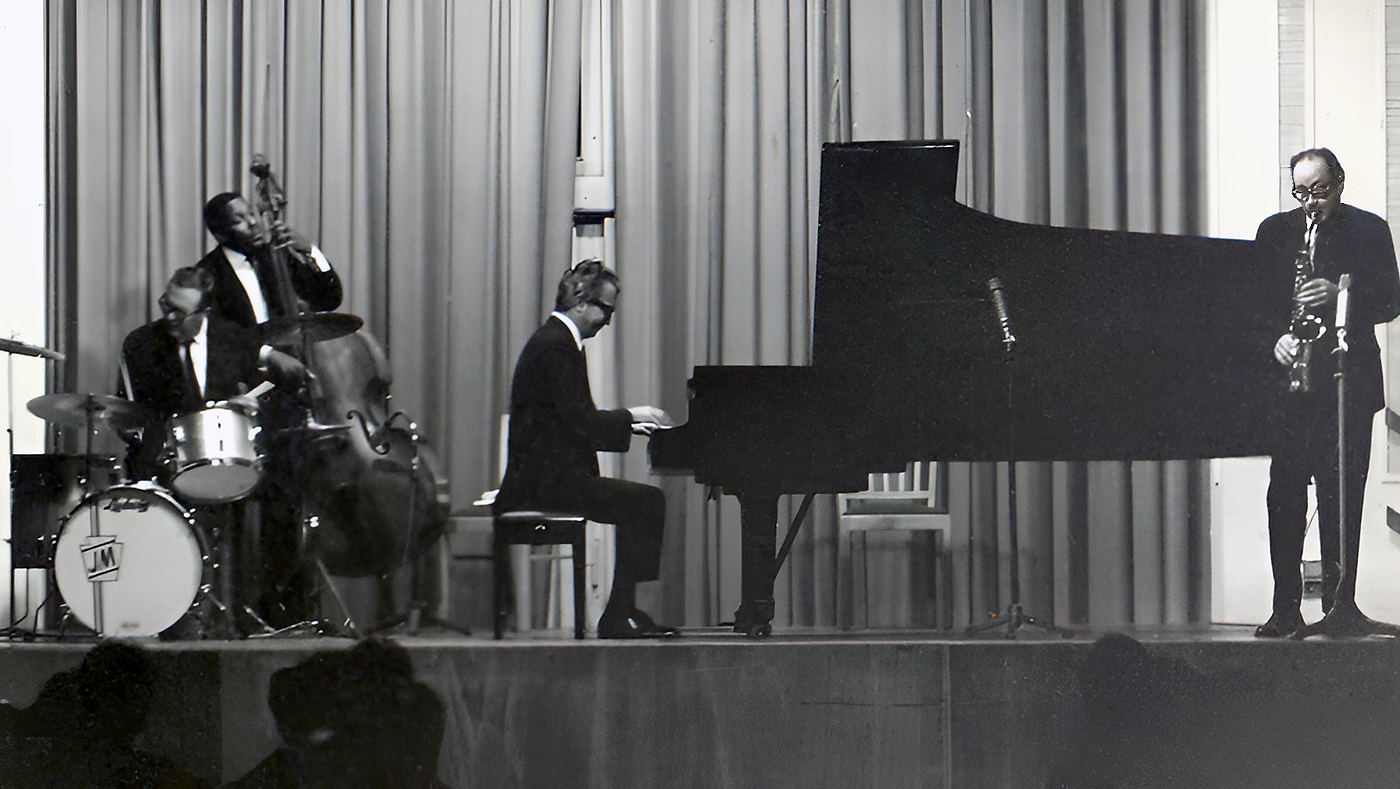
Кул-джазовый квартет Дэйва Брубека

Высокий накал и натиск бибопа начали ослабляться с развитием «прохладного» джаза. Начиная с конца 1940-х и в начале 1950-х годов музыканты начали развивать менее яростный, более гладкий подход к импровизации, смоделированный по образу светлой, сухой игры тенор-саксофониста Лестера Янга, которую он применял ещё в период свинга. Результатом стал отрешённый и однородно-плоский звук, опирающийся на эмоциональную «охлаждённость».
Трубач Майлз Дэвис, бывший одним из первых исполнителей бибопа, который «охладил» его, стал самым большим новатором этого жанра. Его нонет, записавший альбом «Рождение кула» в 1949—1950 годах являлся воплощением лиризма и сдержанности кул-джаза. Другими известными музыкантами кул-джазовой школы являются трубач Чет Бейкер, пианисты Джордж Ширинг, Джон Льюис, Дейв Брубек и Ленни Тристано, вибрафонист Милт Джэксон и саксофонисты Стэн Гетц, Ли Кониц, Зут Симс и Пол Десмонд.
Аранжировщики также внесли значительный вклад в движение кул-джаза, особенно Тэд Дамерон, Клод Торнхилл, Билл Эванс и баритон-саксофонист Джерри Маллиган. Их составы сосредоточились на инструментальной окраске и замедленности движения, на застывшей гармонии, которая создавала иллюзию простора. Диссонанс также играл некоторую роль в их музыке, но отличаясь при этом смягчённым, приглушённым характером. Формат кул-джаза оставлял пространство для несколько больших по составу ансамблей типа нонетов и тентетов, которые в этот период стали более привычны, чем в период раннего бибопа. Некоторые аранжировщики экспериментировали с изменённой инструментовкой, включая конусообразные медные духовые, например валторну и тубу.

### Прогрессив-джаз

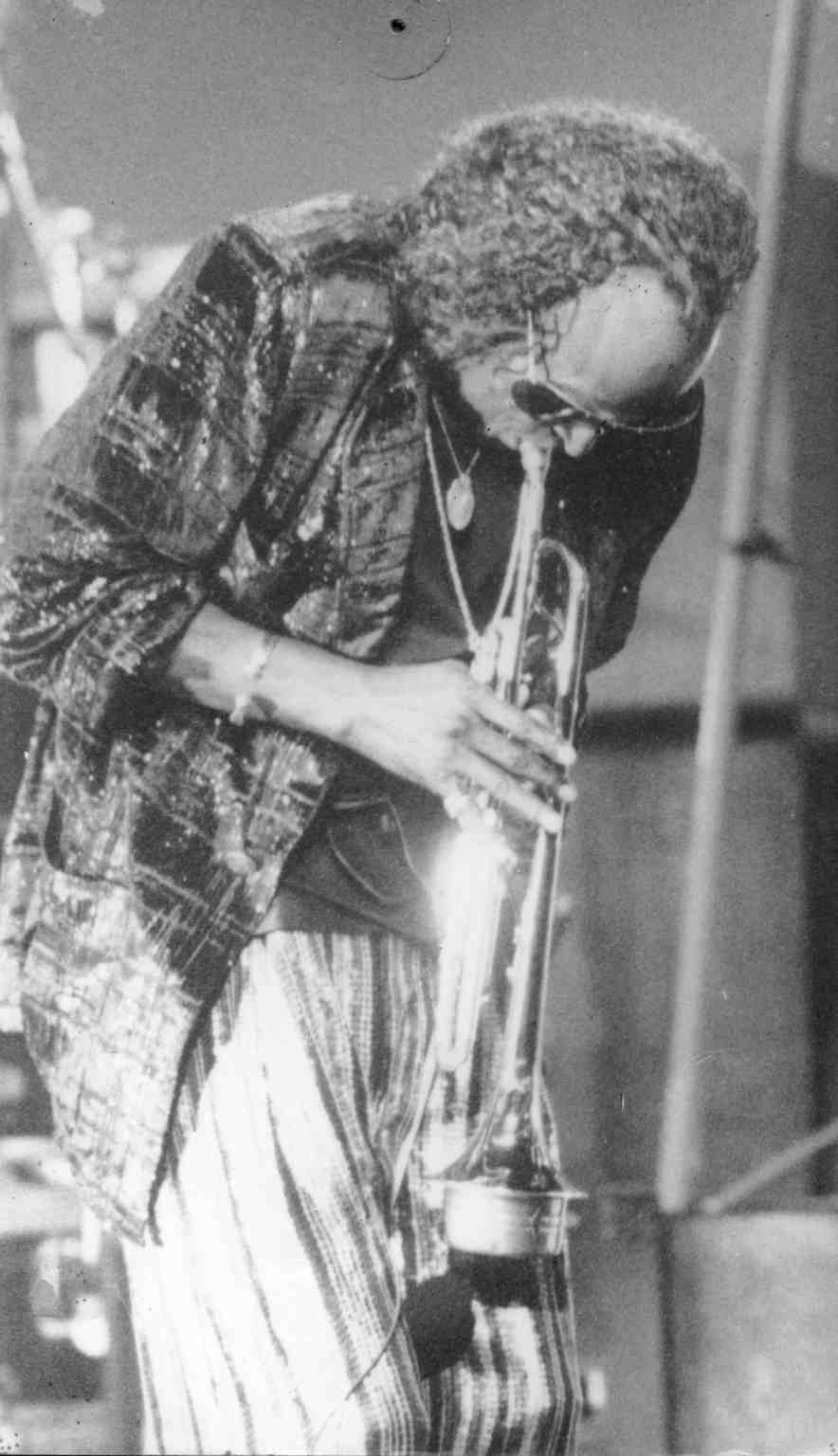
Трубач Майлз Дэвис

Одновременно с возникновением бибопа, в среде джаза развивается новый жанр — прогрессивный джаз, или просто прогрессив. Основным отличием этого жанра становится стремление отойти от застывшего клише биг-бендов и устаревших, затёртых приёмов т. н. симфо-джаза, введённых в 1920-е Полом Уайтменом. В отличие от бопперов, творцы прогрессива не стремились к радикальному отказу от джазовых традиций, сложившихся на то время. Они скорее стремились к обновлению и усовершенствованию свинговых фраз-моделей, вводя в практику композиции последние достижения европейского симфонизма в области тональности и гармонии.
Наибольший вклад в развитие концепций «прогрессива» внёс пианист и дирижёр Стэн Кентон. С его первых работ собственно и берёт начало прогрессивный джаз начала 1940-х. По звучанию музыка, исполнявшаяся его первым оркестром, была близка к Рахманинову, а композиции несли черты позднего романтизма и были ближе к симфо-джазу. Позднее, в годы создания знаменитой серии его альбомов «Artistry», элементы джаза уже перестали играть роль создания колорита, а уже органично вплетались в музыкальный материал. Наряду с Кентоном, заслуга в этом принадлежала и его лучшему аранжировщику, Питу Руголо, ученику Дариюса Мийо. Современное (по тем годам) симфоническое звучание, специфическая техника стаккато в игре саксофонов, смелые гармонии, частые секунды и блоки, наряду с политональностью и джазовой ритмической пульсацией — вот отличительные черты той музыки, с которой Стэн Кентон вошёл в историю джаза, как один из его новаторов, нашедших общую платформу для европейской симфонической культуры и элементов бибопа, особенно заметных в пьесах, где сольные инструменталисты как бы противостояли звукам остального оркестра. Следует отметить также и большое внимание, которое уделял Кентон в своих композициях импровизационным партиям солистов, в числе которых следует отметить всемирно известного барабанщика Шелли Мэнна, контрабасиста Эда Сафранского, тромбониста Кэя Уиндинга, певицу Джун Кристи, одну из лучших джазовых вокалисток тех лет. Верность выбранному жанру Стэн Кентон сохранил на протяжении всей своей карьеры.
Кроме Стэна Кентона, свою лепту в развитие жанра внесли аранжировщики и инструменталисты Бойд Райберн и Гил Эванс. Своеобразным апофеозом развития прогрессива, наряду с уже упомянутой серией «Artistry» можно считать и серию альбомов, записанных биг-бэндом Гил Эванс совместно с ансамблем Майлза Девиса в 1950-е — 1960-е годы, например «Майлз впереди», «Порги и Бесс» и «Испанские рисунки». Незадолго до своей кончины Майлз Девис снова обратился к этому жанру, записав старые аранжировки Гила Эванса с биг-бэндом Куинси Джонса.

### Хард-боп

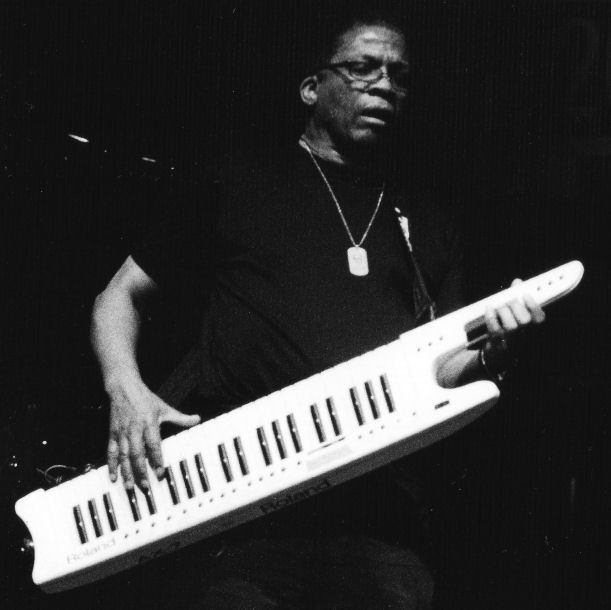
Джазовый и фанковый клавишник Херби Хэнкок

Хард-боп (англ. — твёрдый, жёсткий боп) — разновидность джаза, возникшая в 1950-е гг. из бопа. Отличается экспрессивной, жестокой ритмикой, опорой на блюз. Относится к стилям современного джаза.
Примерно в то же самое время, когда прохладный джаз пустил корни на Западном Побережье, джазовые музыканты из Детройта, Филадельфии и Нью-Йорка начали разрабатывать более твёрдые, тяжёлые вариации старой формулы бибопа, получившие название Хард-боп или Твёрдый бибоп. Близко напоминая традиционный бибоп в его агрессивности и технических требованиях, хард-боп 1950-х и 1960-х меньше основывался на стандартных песенных формах и стал уделять больше внимания элементам блюза и ритмическому драйву. Зажигательное солирование или мастерство импровизации вместе с сильным чувством гармонии являлись свойствами первостепенной важности для исполнителей на духовых инструментах, в секции ритма более заметным стало участие барабанов и фортепиано, а бас приобрёл более текучее, фанковое чувство.

### Модальный джаз

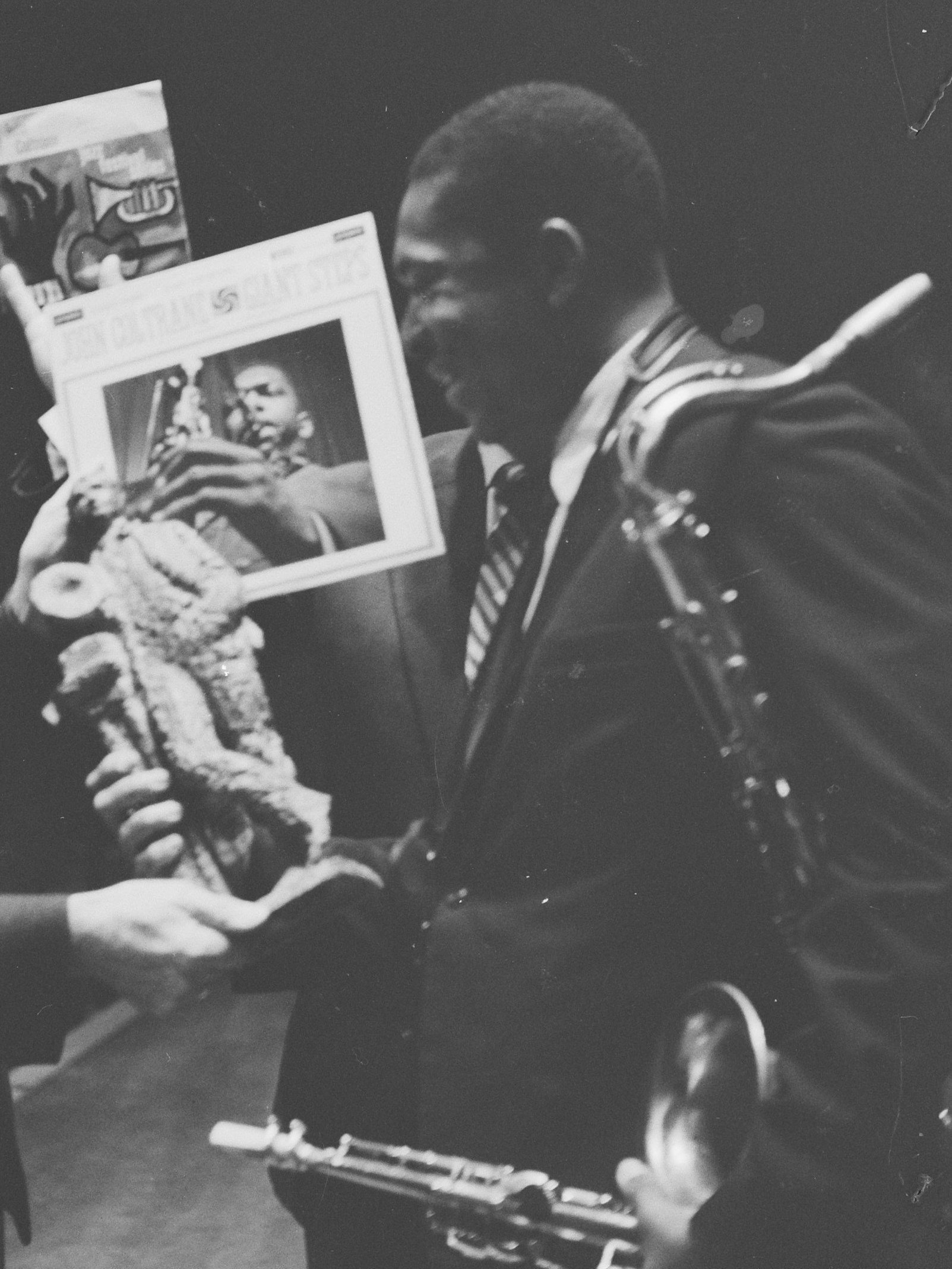
Известный саксофонист Джон Колтрейн

Начиная с конца 1950-х годов трубач Майлз Дэвис, пианист Билл Эванс и тенор-саксофонист Джон Колтрейн развернули новаторские эксперименты с диатоническими ладами, известными в русской теории музыки как «натуральные лады» (например, лидийский). Кроме диатонических использовались и другие лады, например, присущие испанской и индийской традиционной музыке.
Результатом стала гармонически статичная, построенная почти исключительно на звукоряде музыка (поскольку статичность вообще характерна для модальности). Солисты иногда рисковали, импровизируя и отступая от заданной тональности, но это и создавало острое ощущение напряжённости и освобождения. Темпы применялись от медленного до быстрого, но в целом, музыка имела непостоянный, извилистый характер, её отличало чувство неторопливости. Для создания более экзотического эффекта, исполнители в качестве «модальной» основы для своей музыки иногда использовали неевропейские гаммы (например, индийские, арабские, африканские). Неопределённый тональный центр модального джаза стал неким стартовым фундаментом для фри-джазовых взлётов тех экспериментаторов, которые пришли на следующем этапе джазовой истории, включая тенор-саксофониста Фэроу Сандерса
Классическими примерами модального джазового стиля являются пьесы из репертуара Майлза Дэвиса «Milestones», «So What» и «Flamenco Sketches», а также «My Favorite Things» и «Impressions» Джона Колтрэйна.

### Соул-джаз
Соул-джаз (англ. soul — душа) — соул-музыкой в широком смысле иногда называют всю негритянскую музыку, связанную с блюзовой традицией. Для него характерна опора на традиции блюза и афроамериканского фольклора.
Близкий родственник хард-бопа, соул джаз представлен малыми, базирующимися на органе мини-составами, которые возникли в середине 1950-х годов и продолжали выступать в 1970-е. Основанная на блюзе и госпелах музыка соул-джаза пульсирует афроамериканской духовностью.

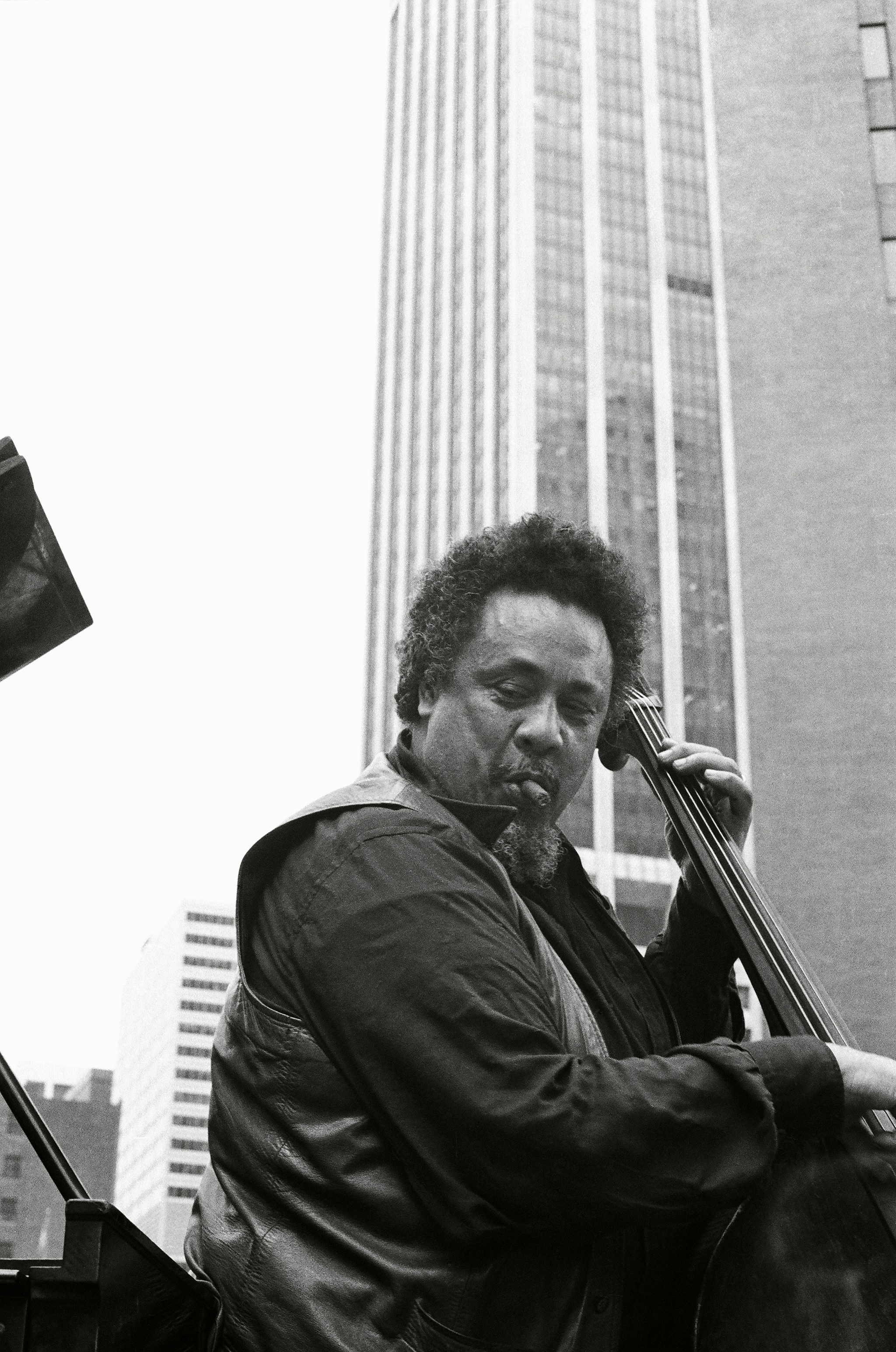
Контрабасист Чарльз Мингус

Большинство великих органистов джаза пришло на сцену в эпоху соул-джаза: Джимми Макгрифф, Чарльз Эрланд, Ричард «Грув» Холмс, Лес Мак-Кейн, Дональд Паттерсон, Джек Макдафф и Джимми «Хаммонд» Смит. Все они вели в 1960-х свои группы, часто играя в небольших помещениях в составе трио. Тенорсаксофон в этих ансамблях также был заметной фигурой, добавляя свой голос в общую смесь, подобно голосу проповедника в госпелах. Такие светила, как Джин Эммонс, Эдди Харрис, Стенли Тёррентайн, Эдди «Столбняк» Дэвис, Хьюстон Персон, Хенк Кроуфорд и Дэвид «Болван» Ньюман, а также и члены ансамблей Рэя Чарльза конца 1950-х и 1960-х часто расцениваются как представители стиля соул-джаз. То же относится и к Чарльзу Мингусу.
Как и хард-боп, соул-джаз отличался от джаза Западного побережья: Эта музыка вызывала страсть и сильное чувство единения, а не одиночества и эмоциональной прохлады, свойственных уэст-кост джазу. Стремительно закрученные мелодии соул-джаза, благодаря частому использованию остинатных басовых фигур и повторяющихся ритмических семплов сделали эту музыку весьма доступной широкой публике. К числу хитов, рождённых соул джазом относятся, например композиции пианиста Рэмси Льюиса «Посвящённые» («The In Crowd»-1965) и Харриса-МакКейна «По сравнению с чем» («Compared To What»-1969).
Не следует путать соул джаз с тем, что теперь известно, как «соул музыка». Несмотря на частичное влияние госпела, соул джаз вырос из бибопа, а корни соул-музыки восходят непосредственно к популярному с начала 1960-х годов ритм-н-блюзу.

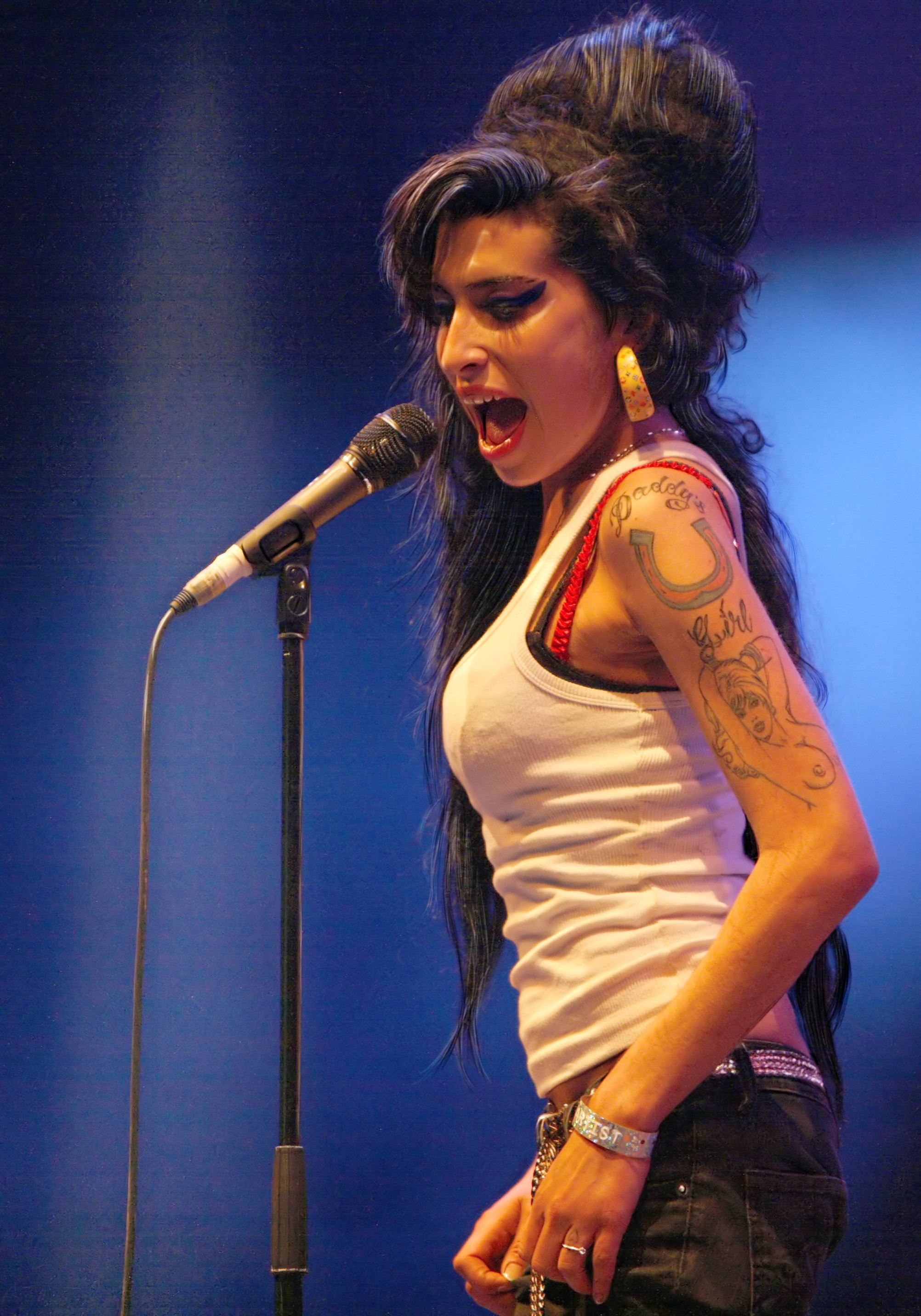
Певица и автор песен Эми Уайнхаус

#### Джаз-фанк
Являясь ответвлением соул-джаза, стиль впитал в себя элементы фанк/соул/ритм-энд-блюза. Джаз-фанк рисует мелодии блюзовыми нотами и отличается исключительной ритмической сосредоточенностью. Иногда называемый также «грувом», фанк концентрируется на поддержании непрерывного характерного ритмического рисунка, сдабривая его лёгкими инструментальными и порой лирическими украшениями.
Произведения, исполняемые в стиле джаз-фанк полны радостных эмоций, приглашающих слушателей танцевать, как в замедленном, блюзовом варианте, так и в быстром темпе. Сольные импровизации сохраняют строгое подчинение биту и коллективному звучанию.
Наиболее знаменитыми представителями этого стиля являются органисты Ричард «Грув» Холмс и Ширли Скотт, тенор-саксофонист Джин Эммонс и флейтист/альт-саксофонист Лео Райт.

### Фри-джаз

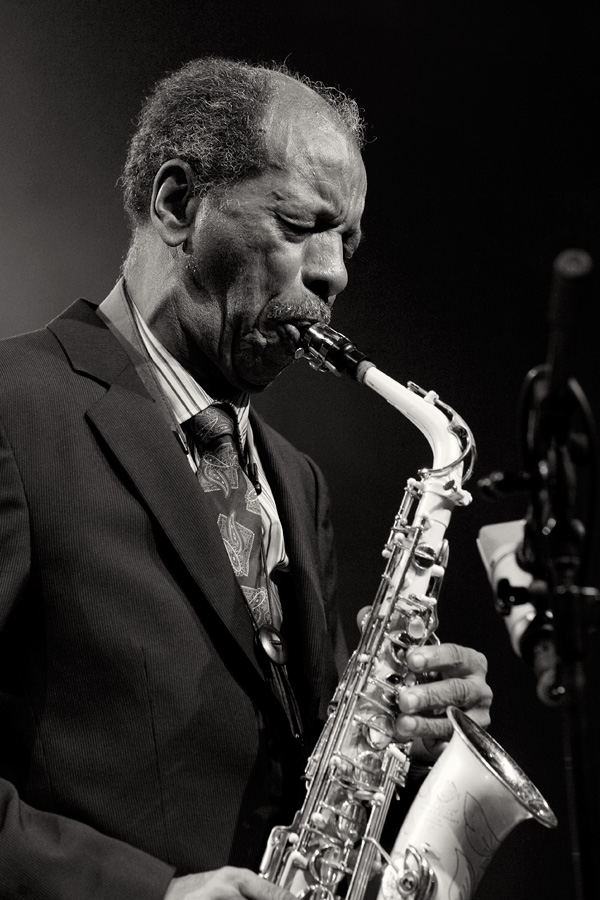
Саксофонист Орнетт Коулмен

Возможно самое спорное движение в истории джаза возникло с появлением свободного джаза, или «Новой Вещи», как оно впоследствии было названо. Хотя элементы свободного джаза существовали в пределах музыкальной структуры джаза задолго до появления самого термина, наиболее оригинально в «экспериментах» таких новаторов как Коулмен Хоукинс, Пи Ви Расселл и Ленни Тристано, но только к концу 1950-х усилиями таких пионеров, как саксофонист Орнетт Коулман и пианист Сесил Тэйлор, это направление оформилось как самостоятельный стиль.
То, что сотворили эти два музыканта вместе с другими, включая Джона Колтрейна, Альберта Эйлера и сообществ вроде «Сан Ра Аркестра» (Sun Ra Arkestra) и группы, называвшейся «Революционный Ансамбль» (The Revolutionary Ensemble), состояло в разнообразных изменениях в структуре и чувстве музыки. Среди новшеств, которые вводились с воображением и большой музыкальностью, был отказ от последовательности аккордов, что позволяло музыке двигаться в любом направлении. Другое фундаментальное изменение было найдено в области ритмики, где «свинг» был или пересмотрен, или игнорировался в целом. Другими словами, пульсация, метр и грув больше не являлись существенным элементом в этом прочтении джаза. Ещё один ключевой компонент был связан с атональностью. Теперь музыкальное изречение больше не строилось на обычной тональной системе. Пронзительные, лающие, конвульсивные ноты заполнили полностью этот новый звуковой мир.
Свободный джаз и сегодня продолжает существовать, как жизнеспособная форма выражения, и фактически уже не является столь спорным стилем, каким он принимался на заре своего возникновения.

### Криэйтив
Появление направления «Криэйтив» ознаменовано проникновением в джаз элементов экспериментализма и авангарда. Начало этого процесса частично совпало с возникновением свободного джаза. Элементы джаз-авангарда, понимаемые, как вводимые в музыку изменения и новшества, всегда были «экспериментальными». Так что новые формы экспериментализма, предлагавшиеся джазом в 1950-х, 1960-е и 1970-е годы были наиболее радикальным отходом от традиций, введя в практику новые элементы ритмов, тональности и структуры. Фактически, авангардистская музыка стала синонимичной с открытыми формами, охарактеризовать которые было труднее, чем даже свободный джаз.
Предварительно запланированная структура изречений смешивалась с более свободными сольными фразами, частично напоминая о свободном джазе. Композиционные элементы настолько сливались с импровизацией, что уже было трудно определить, где заканчивалось первое и начиналось второе. Фактически, музыкальная структура произведений разрабатывалась так, чтобы соло являлось продуктом аранжемента, логически подводя музыкальный процесс к тому, что обычно рассматривалось бы как форма абстракции или даже хаос. Свинговые ритмы и даже мелодии могли быть включены в музыкальную тему, но это было вовсе не обязательно.
К ранним пионерам этого направления следует отнести пианиста Ленни Тристано, саксофониста Джимми Джоффри и композитора/аранжировщика/дирижёра Гюнтера Шуллера. К более поздним мастерам относятся пианисты Пол Блей и Эндрю Хилл, саксофонисты Энтони Бракстон и Сэм Риверс, барабанщики Санни Мюррей и Эндрю Сирилл, а также члены сообщества AACM (Ассоциации для Продвижения Творческих Музыкантов), типа Художественного Ансамбля Чикаго (Art Ensemble of Chicago).

### Фьюжн
Начавшись не только от слияния джаза с поп-музыкой и роком 1960-х, но и с музыкой, проистекавшей из таких областей, как соул, фанк и ритм-н-блюз, фьюжн (или дословно — сплав), как музыкальный жанр, появился в конце 1960-х, вначале под названием джаз-рок. Отдельные музыканты и группы, такие как: «Eleventh House» гитариста Ларри Кориэлла, «Lifetime» барабанщика Тони Уильямса, а также Майлз Дэвис следовали во главе этого течения, введя в обиход такие элементы, как электроника, рок-ритмы и расширенные треки, аннулируя большую часть того, на чём «стоял» джаз, начиная с его начала, а именно, свинговый бит, и основываясь прежде всего на блюзовой музыке, репертуар которой включал, как блюзовый материал, так и популярные стандарты.
Термин фьюжн вошёл в обиход вскоре после того, как возникли разнообразные оркестры: Mahavishnu Orchestra, Weather Report и ансамбль Чика Кориа Return To Forever. Повсюду в музыке этих ансамблей оставался постоянным акцент на импровизацию и мелодичность, что прочно связывало их практику с историей джаза, несмотря на хулителей, которые утверждали, что они «продались» коммерсантам от музыки. Фактически, когда слушаешь сегодня эти ранние эксперименты, они едва ли покажутся коммерческими, предлагая слушателю участвовать в том, что являлось музыкой с очень развитой диалоговой природой.
В течение середины 1970-х, фьюжн преобразовался в вариант музыки для лёгкого прослушивания и/или ритм-н-блюзовой музыки. Композиционно или с точки зрения перформанса он значительную долю своей остроты растерял, а то и вовсе утратил. В 1980-е, исполнявшие джаз музыканты превратили музыкальную форму фьюжн в подлинно выразительное средство. Такие художники как барабанщик Рональд Шеннон Джэксон, гитаристы Пат Метэни, Джон Скофилд, Джон Аберкромби и Джеймс «Блад» Элмер, так же как и старый саксофонист/трубач Орнетт Коулман творчески овладели этой музыкой в различных измерениях.

### Постбоп

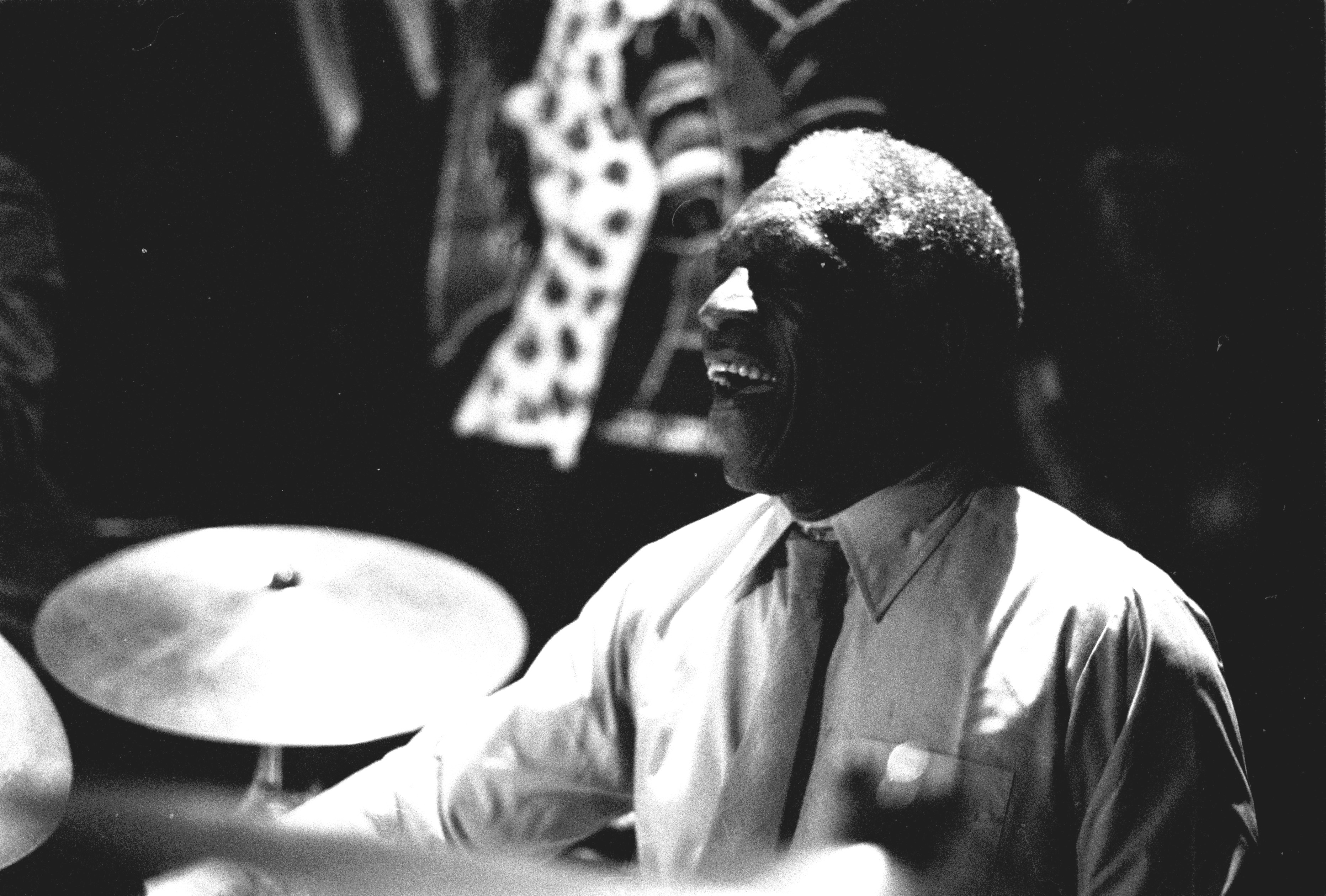
Барабанщик Арт Блэйки

Период постбопа охватывает музыку, исполнявшуюся джазовыми музыкантами, которые продолжали творить на ниве бибопа, уклоняясь от экспериментов свободного джаза, развивавшегося в течение того же самого периода 1960-х годах. Также, как и хард-боп, эта форма основывалась на ритмах, ансамблевой структуре и энергии бибопа, на тех же комбинациях духовых и на том же музыкальном репертуаре, включая использование латинских элементов. То, что отличало музыку постбопа, заключалось в использовании элементов фанка, грува или соул, перекроенных в духе наступившего нового времени, ознаменованного господством поп-музыки. Зачастую данный подвид экспериментирует с блюз-роком.
Такие мастера, как саксофонист Хэнк Мобли, пианист Хорас Силвер, барабанщик Арт Блэйки и трубач Ли Морган фактически начали эту музыку в середине 1950-х годов и предвосхитили то, что теперь стало преобладающей формой джаза. Наряду с более простыми мелодиями и более проникновенным битом слушатель мог услышать здесь и следы перемешанных между собой госпела и ритм-н-блюза. Этот стиль, встречавшийся с некоторыми изменениями в течение 1960-х годов, в определённой степени использовался для создания новых структур как композиционный элемент. Саксофонист Джо Хендерсон, пианист Маккой Тайнер и даже такой видный боппер, как Диззи Гиллеспи, создавали в этом жанре музыку, которая была и человечной, и интересной гармонически.
Одним из самых значительных композиторов, появившихся в этот период, был саксофонист Уэйн Шортер. Шортер, пройдя школу в ансамбле Арта Блэйки, в течение 1960-х годов записал ряд сильных альбомов под своим собственным именем. Вместе с клавишником Херби Хэнкоком Шортер помог Майлзу Дэвису создать в 1960-х годах квинтет (наиболее экспериментальной и очень влиятельной группой постбопа 1950-х был квинтет Дэвиса с участием Джона Колтрэйна), ставший одной из самых значительных групп в джазовой истории.

### Эйсид-джаз
Термин «эйсид-джаз» или «кислотный джаз» свободно используется применительно к весьма широкому диапазону музыки. Хотя эйсид-джаз не вполне правомочно относить к джазовым стилям, которые развивались от общего древа джазовых традиций, но его нельзя и совершенно игнорировать при разборе жанрового многообразия джазовой музыки. Возникнув в 1987 году на британской танцевальной сцене, эйсид-джаз как музыкальный, преимущественно инструментальный стиль сформировался на базе фанка, с добавками избранных классических джазовых треков, хип-хопа, соул и латинского грува. Собственно этот стиль является одной из разновидностей джазового возрождения, вдохновлённого в этом случае не столько выступлениями живых ветеранов, сколько старыми записями джаза конца 1960-х и раннего джазового фанка начала 1970-х. Со временем, после завершения стадии формирования из этой музыкальной мозаики, совершено исчезла импровизация, что явилось основным предметом спора о том, является ли эйсид-джаз собственно джазом.
К числу известных представителей эйсид-джаза относятся такие музыканты, как Jamiroquai, Incognito, Brand New Heavies, Groove Collective, Guru, James Taylor Quartet. Некоторые специалисты считают, что трио Medeski, Martin & Wood, позиционирующиеся сегодня как представители современного авангардизма, начинали свою карьеру с эйсид-джаза.

### Смуз-джаз

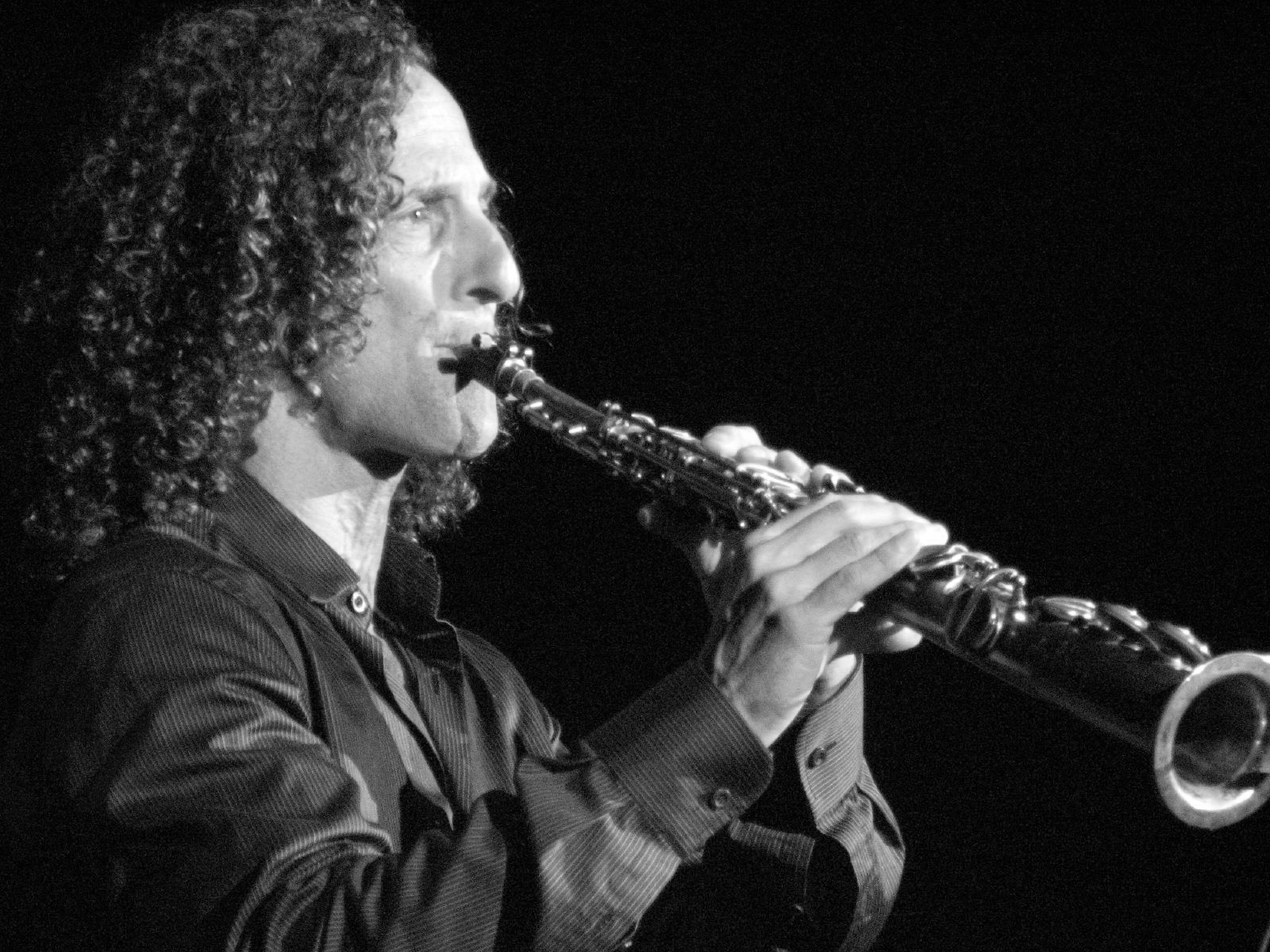
Саксофонист Кенни Джи, исполнитель easy listening и смуз-джаза

Развившийся из стиля фьюжн, смуз-джаз отказался от энергичных соло и динамических крещендо предшествующих стилей. Смуз-джаз отличает прежде всего намеренно подчёркнутая отполированность звучания. Импровизация также в значительной степени исключена из музыкального арсенала жанра. Обогащённый звуками множества синтезаторов в соединении с ритмическими семплами глянцевый саунд создаёт гладкую и тщательно отполированную упаковку музыкального товара, в котором ансамблевое созвучие имеет большее значение, чем его составные части. Это качество также отделяет этот стиль от других более «живых» исполнений. Инструментарий смуз-джаза включает электрические клавишные инструменты, альт- или сопрано-саксофон, гитару, бас-гитару и ударные.
Смуз-джаз возможно является наиболее коммерчески жизнеспособной формой джазовой музыки со времён эпохи свинга. Это направление современного джаза представлено, пожалуй наиболее многочисленной армией музыкантов, включая таких знаменитостей, как Дейв Коз, Кенни Джи, Майкл Фрэнкс, Крис Ботти, Ди Ди Бриджуотер, Ларри Карлтон, Стенли Кларк, Боб Джеймс, Эл Джерро, Дайана Кролл, Брэдли Лайтон, Ли Ритенауэр, Дэйв Грузин, Джефф Лорбер, Чак Лоеб и пр.

### Джаз-мануш
Джаз-мануш — направление в «гитарном» джазе, основанное братьями Ферре и Джанго Рейнхардтом. Соединяет в себе традиционную технику игры на гитаре цыган группы мануш и свинг.

## Распространение джаза
Джаз всегда вызывал интерес среди музыкантов и слушателей по всему миру вне зависимости от их государственной принадлежности. Достаточно проследить ранние работы трубача Диззи Гиллеспи и его синтез джазовых традиций с музыкой темнокожих кубинцев в 1940-е годы или более позднее соединение джаза с японской, евро-азиатской и ближневосточной музыкой, известные в творчестве пианиста Дейва Брубека, так же как и у блестящего композитора и лидера джаз-оркестра Дюка Эллингтона, комбинировавшего музыкальное наследие Африки, Латинской Америки и Дальнего Востока.
Джаз постоянно впитывал не только западные музыкальные традиции. Известно такое явление, когда разные художники стали экспериментировать с музыкальными элементами Индии. Пример этих усилий можно услышать в записях флейтиста Пола Хорна во дворце Тадж-Махал (Taj Mahal) или в потоке «всемировой музыки», представленной, например, в творчестве группы Орегон или проекта Джона Маклафлина Шакти. В музыке Маклафлина, раньше в основном базировавшейся на джазе, в период работы с Шакти стали применяться новые инструменты индийского происхождения, вроде хатама или таблы, зазвучали запутанные ритмы и широко использовалась форма индийской раги. Художественный ансамбль Чикаго был ранним пионером в слиянии африканских и джазовых форм. Позднее мир узнал саксофониста/композитора Джона Зорна и его исследования еврейской музыкальной культуры, как в рамках оркестра Masada, так и вне его. Эти работы вдохновили целые группы других джазовых музыкантов, таких, как клавишник Джон Медески, сделавший записи с африканским музыкантом Салифом Кеита, гитарист Марк Рибо и басист Энтони Коулмен. Трубач Дейв Даглас с вдохновением внедряет в свою музыку балканские мотивы, в то время как Азиатско-Американский Джазовый Оркестр (Asian-American Jazz Orchestra) появился в качестве ведущего сторонника конвергенции джазовых и азиатских музыкальных форм.
Поскольку глобализация мира продолжается, в джазе постоянно ощущается воздействие других музыкальных традиций, обеспечивающих зрелую пищу для будущих исследований и доказывающих, что джаз — это действительно мировая музыка.

### Джаз в СССР и России
Отношение советских властей к джазу на протяжении почти всей истории СССР было отрицательным. Воспринятый сначала как музыка угнетённого и эксплуатируемого чернокожего населения США, джаз был допущен в СССР в начале 1920-х годов, однако уже к концу десятилетия джаз стал восприниматься властями как проявление буржуазной культуры и подвергаться резкой критике, а затем и запрету. Писатель Максим Горький в статье «О музыке толстых» в газете «Правда» от 18 апреля 1928 года писал:

…Тишина этой ночи, помогая разуму отдохнуть от разнообразных, хотя и ничтожных огорчений рабочего дня, как бы нашёптывает сердцу торжественную музыку всемирного труда великих и маленьких людей, прекрасную песнь новой истории, — песнь, которую начал так смело трудовой народ моей родины.
Но вдруг в чуткую тишину начинает сухо стучать какой-то идиотский молоточек — раз, два, три, десять, двадцать ударов, и вслед за ними, точно кусок грязи в чистейшую, прозрачную воду, падает дикий визг, свист, грохот, вой, рёв, треск; врываются нечеловеческие голоса, напоминая лошадиное ржание, раздаётся хрюканье медной свиньи, вопли ослов, любовное кваканье огромной лягушки; весь этот оскорбительный хаос бешеных звуков подчиняется ритму едва уловимому, и, послушав эти вопли минуту, две, начинаешь невольно воображать, что это играет оркестр безумных, они сошли с ума на сексуальной почве, а дирижирует ими какой-то человек-жеребец, размахивая огромным фаллосом.

С этого времени западная джазовая музыка была в СССР почти полностью запрещена и недоступна. Иностранные джазовые альбомы в записи на виниловых пластинках можно было купить лишь нелегально. Советских джаз-исполнителей, как правило, не запрещали, но их возможности по доступу к аудитории резко ограничивали. Была распространена жёсткая критика джаза в контексте противодействия западной культуре в целом. Советской пропагандой были придуманы и распространены высказывания «сегодня он играет джаз, а завтра родину продаст», «от саксофона до финского ножа — один шаг!». Особо сложный период джаз в СССР переживал в конце 1940-х годов, когда все коллективы, исполняющие «западную» музыку, под предлогом борьбы с космополитизмом, подверглись гонениям. С началом «оттепели» гонения в отношении музыкантов были прекращены, но критика продолжилась.
Джаз-сцена зародилась в СССР в 1920-е годы одновременно с её расцветом в США. Первый джаз-оркестр в Советской России был создан в Москве в 1922 году поэтом, переводчиком, танцором, театральным деятелем Валентином Парнахом и носил название «Первый в РСФСР эксцентрический оркестр джаз-банд Валентина Парнаха».
Днём рождения советского джаза традиционно считается 1 октября 1922 года, когда состоялся первый концерт этого коллектива. Первым профессиональным джазовым составом, выступившим в радиоэфире и записавшим пластинку, считается оркестр пианиста и композитора Александра Цфасмана (Москва). 

Ранние советские джаз-банды специализировались на исполнении модных танцев (фокстрот, чарльстон).
Слово «джаз» приобрело в СССР широкую известность в 1930-е годы, благодаря использованию его ленинградским ансамблем под руководством актёра и певца Леонида Утёсова и трубача Я. Б. Скоморовского. С музыкальной точки зрения музыка ансамбля Утёсова не напоминала западный джаз, но слово «джаз» использовалось. Позднее по отношению к музыке ансамбля Утёсова и Скоморовского музыковедами стал употребляться термин «теа-джаз» (театральный джаз), как обозначение оригинального стиля этого ансамбля, основанного на смеси музыки с театром и опереттой, большую роль в котором играли вокальные номера и элемент представления. Популярная в Советском Союзе музыкальная кинокомедия «Весёлые ребята» (1934, саундтрек к фильму написал Исаак Дунаевский) с участием Утёсова первоначально имела название «Джаз-комедия».

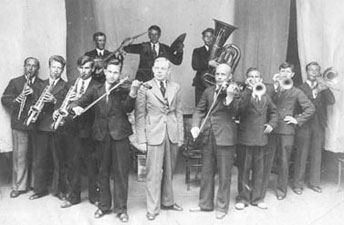
Джаз-оркестр Валентина Спориуса. Играл в Куйбышеве (Самара) перед сеансами в кинотеатре «Фурор». 1937

Заметный вклад в развитие советского джаза внёс Эдди Рознер — композитор, музыкант и руководитель оркестров. Начав свою карьеру в Германии, Польше и других европейских странах, Рознер переехал в СССР и стал одним из пионеров свинга в СССР и зачинателем белорусского джаза. Важную роль в популяризации и освоении стиля свинг сыграли также московские коллективы 1930-х и 1940-х годов, которыми руководили Александр Цфасман и Александр Варламов. Джаз-оркестр Всесоюзного радио под управлением А. Варламова принял участие в первой советской телепередаче. Единственным составом, сохранившимся с той поры, оказался оркестр Олега Лундстрема. Этот широко известный ныне биг-бэнд принадлежал к числу немногих и лучших джазовых ансамблей русской зарубежной диаспоры, выступая в 1935—1947 годах в Китае.
С началом государственной борьбы с космополитизмом в конце 1940-х годов джаз практически полностью перешёл в подполье, музыканты подверглись гонениям. Советские власти рассматривали джаз не только как идеологически чуждое музыкальное направление, но и как форму «разлагающего влияния» на советских людей со стороны западных правительств. Одним из идеологов критики джаза стал Виктор Городинский, опубликовавший в 1950 году книгу «Музыка духовной нищеты».
С наступлением «оттепели» в 1950-е и 1960-е годы в Москве возобновили свою деятельность оркестры Эдди Рознера и Олега Лундстрема, появились новые составы, среди которых выделялись оркестры Иосифа Вайнштейна (Ленинград), Юрия Саульского и Вадима Людвиковского (Москва), а также Рижский эстрадный оркестр. Биг-бэнды воспитали целую плеяду талантливых аранжировщиков и солистов-импровизаторов, чьё творчество вывело советский джаз на качественно новый уровень и приблизило к мировым образцам. Среди них Георгий Гаранян, Борис Фрумкин, Ким Назаретов, Алексей Зубов, Виталий Долгов, Игорь Кантюков, Николай Капустин, Борис Матвеев, Вагиф Садыхов, Константин Носов, Борис Рычков, Константин Бахолдин. Начинается развитие камерного и клубного джаза во всём многообразии его стилистики (Вячеслав Ганелин, Давид Голощёкин, Геннадий Гольштейн, Николай Громин, Владимир Данилин, Игорь Назарук, Алексей Козлов, Роман Кунсман, Николай Левиновский, Герман Лукьянов, Михаил Якон, Александр Пищиков, Алексей Исплатовский, Виталий Клейнот, Алексей Кузнецов, Виктор Фридман, Андрей Товмасян, Игорь Бриль, Леонид Чижик и др.) Многие из вышеперечисленных мэтров советского джаза начинали свой творческий путь на сцене легендарного московского джаз-клуба «Синяя Птица», который просуществовал с 1964 по 2009 год, открыв новые имена представителей современного поколения джаза; это братья Александр и Дмитрий Бриль, Анна Бутурлина, Яков Окунь, Роман Мирошниченко и другие.
В 1970-х годах широкую известность получило джазовое трио «Ганелин-Тарасов-Чекасин» (ГТЧ) в составе пианиста Вячеслава Ганелина, барабанщика Владимира Тарасова и саксофониста Владимира Чекасина, просуществовавшее до 1986 года.
В 1970-х и 1980-х годах получили известность такие коллективы как джазовый квартет из Азербайджана «Гая», Государственный эстрадный оркестр Армении под управлением Константина Орбеляна, оркестр «Современник» под управлением Анатолия Кролла, грузинские вокально-инструментальные ансамбли «Орэра» и «Джаз-Хорал», ансамбль «Мелодия» под управлением Георгия Гараняна.
Первая книга о джазе в СССР вышла в ленинградском издательстве Academia в 1926 году. Она была составлена музыковедом Семёном Гинзбургом из переводов статей западных композиторов и музыкальных критиков, а также собственных материалов и называлась «Джаз-банд и современная музыка». Однако с этого времени, с началом гонений на джаз, выход музыковедческих изданий о нём оказался невозможен. Следующая книга о джазе вышла в СССР только в начале 1960-х годов. Она была написана Валерием Мысовским и Владимиром Фейертагом, называлась «Джаз» и представляла собой по сути компиляцию информации, которую можно было получить из различных источников в то время. Лишь в 2009 году коллектив авторов во главе с В. Фейертагом подготовил и опубликовал первый российский краткий энциклопедический справочник «Джаз в России», обобщивший историю этого музыкального жанра в СССР и России.
Также существуют лейблы «FancyMusic» и «ArtBeat Music», каждый из которых издал свыше 100 альбомов с записями ведущих российских джазовых музыкантов.
Одним из современных популяризаторов джаза в России является журналист Виктор Радзиевский, который провёл цикл лекций-концертов «Этика Джаза».
В Москве ежегодно проводятся фестивали джазовой музыки, такие как «Усадьба Джаз», «Триумф Джаза» и «Джаз в саду Эрмитаж», «VR Jazz Fest».

### Латиноамериканский джаз
См. также: Афро-кубинский джаз

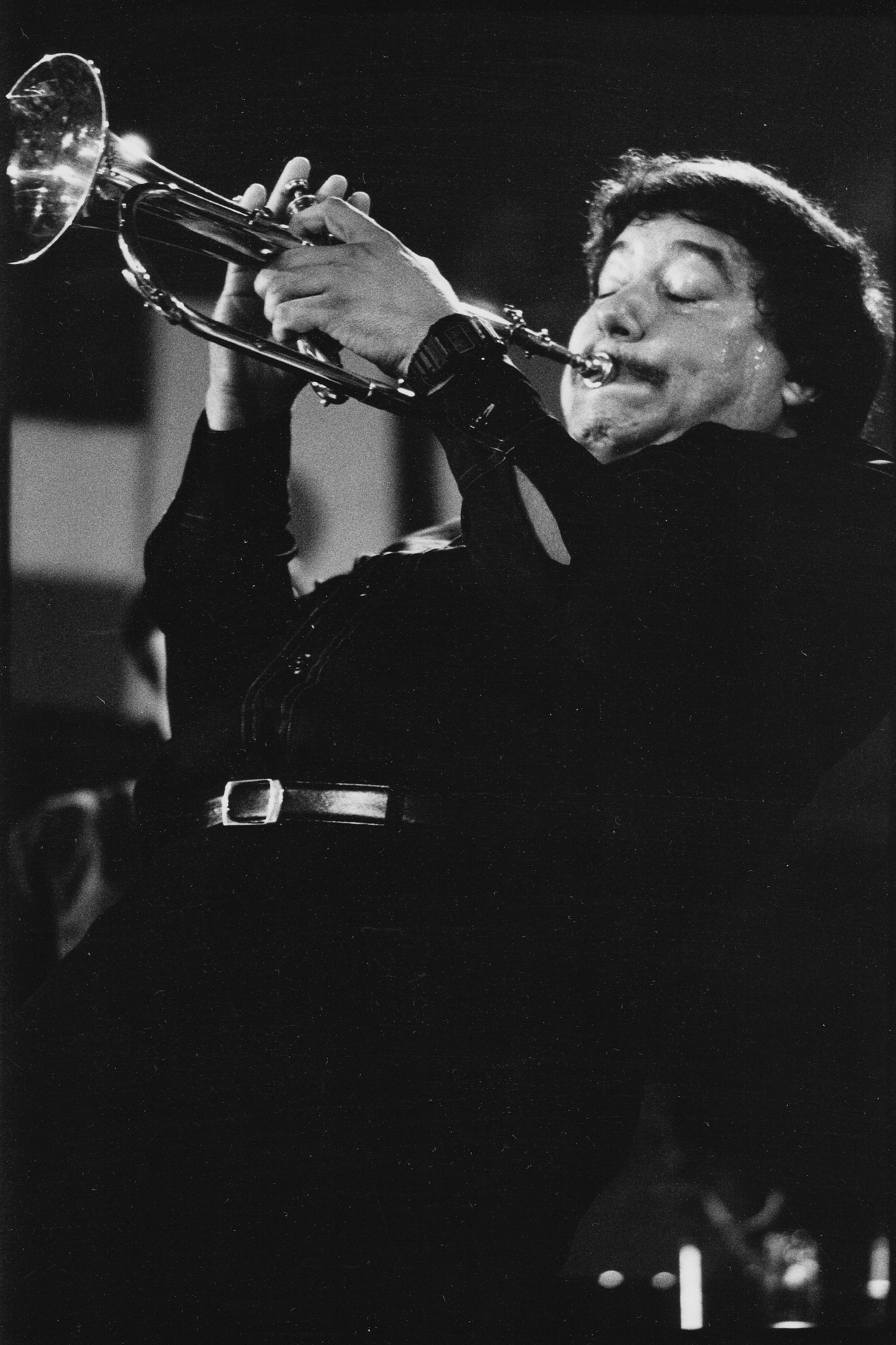
Кубинский джазовый трубач Артуро Сандоваль

Соединение латинских ритмических элементов присутствовало в джазе почти с самого начала смешения культур, зародившегося в Новом Орлеане. Джелли Ролл Мортон говорил про «испанские оттенки» в своих записях середины и конца 1920-х годов. Дюк Эллингтон и другие руководители джазовых оркестров также использовали латинские формы.
Главный (хотя не широко признанный) родоначальник латинского джаза, трубач-аранжировщик Марио Бауса принёс кубинскую ориентацию из родной Гаваны в оркестр Чика Уэбба в 1930-х годах; десятилетием позднее он внёс это направление в звучание оркестров Дона Редмана, Флетчера Хендерсона и Кэба Келлоуэя.
Работая с трубачом Диззи Гиллеспи в оркестре Келлоуэя с конца 1930-х годов, Бауса ввёл направление, от которого уже прослеживалась прямая связь с биг-бендами Гиллеспи середины 1940-х. Эта «любовная интрига» Гиллеспи с латинскими музыкальными формами продолжалась до конца его продолжительной карьеры. В 1940-е годы Бауса продолжил карьеру, став музыкальным руководителем Афро-кубинского оркестра Мачито, фронтменом которого был его шурин, перкуссионист Франк Грильо по прозвищу Мачито.
1950-е — 1960-е годы прошли под знаком продолжительного флирта джаза с латинскими ритмами, преимущественно в направление боссановы, обогатив этот синтез бразильские элементами самбы. Соединив стиль кул-джаза, развитый музыкантами Западного побережья, европейскую классическую соразмерность и соблазнительные бразильские ритмы, босса-нова или как более правильно «бразильский джаз», получила широкую известность в США приблизительно в 1962 году.
Тонкие ритмы акустической гитары, простые мелодии, слова как на португальском, так и английском языке. Открытый бразильцами Жоао Жилберто и Антонио Карлосом Жобином, этот стиль в 1960-е годы стал танцевальной альтернативой хард-бопу и свободному джазу, значительно расширив свою популярность благодаря записям и выступлениям музыкантов с Западного побережья, в частности гитариста Чарли Берда и саксофониста Стэна Гетца. Музыкальное смешение латинского влияния распространилось в джазе и в последующем, в 1980-х и 1990-х годах, включая не только оркестры и группы с импровизаторами латиноамериканского происхождения, но также и комбинирующих местных и латинских исполнителей.
Этот новый латинский джазовый Ренессанс подпитывался постоянным притоком иностранных исполнителей из числа кубинских невозвращенцев, таких как трубач Артуро Сандоваль, саксофонист и кларнетист Пакито Д’Ривера и других музыкантов, бежавших от режима Фиделя Кастро в поисках более широких возможностей, которые они рассчитывали обрести в Нью-Йорке и Флориде. Существует также мнение, что более интенсивные, более приемлемые для танца качества полиритмичной музыки латинского джаза значительно расширили джазовую аудиторию, сохранив при этом только минимум интуитивности, для интеллектуального восприятия.

### Джаз в современном мире
Европейский экспериментализм с классическим подтекстом продолжает влиять на музыку молодых пионеров, таких, как например Кен Вандермарк, фриджазовый авангардист-саксофонист, известный по работе с такими известными современниками, как саксофонисты Мэтс Густафссон, Эван Паркер и Питер Броцманн. К другим молодым музыкантам, более традиционной ориентации, которые продолжают поиски своего собственного тождества, относятся пианисты Джеки Террасон, Бенни Грин и Брэйд Мелдоа, саксофонисты Джошуа Редман и Дэвид Санчес и барабанщики Джефф Уоттс и Билли Стюарт.
Старая традиция звучания стремительно продолжается такими художниками, как трубач Уинтон Марсалис, работающий с целой командой помощников, как в собственных маленьких группах, так и в Джаз-Оркестре Центра Линкольна, который он возглавляет. Под его покровительством выросли в больших музыкантов пианисты Маркус Робертс и Эрик Рид, саксофонист Уэс «Warmdaddy» Эндерсон, трубач Маркус Принтуп и вибрафонист Стефан Харрис. Басист Дейв Холланд также является прекрасным открывателем молодых талантов. Среди многих его открытий такие художники, как саксофонист/М-басист Стив Коулмен, саксофонист Стив Уилсон, вибрафонист Стив Нельсон и барабанщик Билли Килсон. К числу других великих наставников молодых талантов относятся также пианист Чик Кориа, и ныне покойные — барабанщик Элвин Джонс и певица Бетти Картер.
Джесси Бэйлин выпустила несколько успешных музыкальных альбомов в стиле джаз в 2000-х годах. В 2014 году внимание критиков и ценителей музыки привлекла юная исполнительница из Норвегии Анджелина Джордан.

## Влияние джаза на мозг человека
По результатам исследований доктора Роберта Заторре (англ. Robert J. Zatorre) из Монреальского неврологического института, занимающегося исследованием влияния аудиоинформации на мозг, джаз является одним из самых сложных для восприятия видов музыки, требующих от мозга сложной и напряжённой работы для прослеживания и анализа гармонических построений и прогрессий. Исполнение джаза и особенно создание джазовой импровизации является для мозга ещё более сложной задачей. Музыкальное образование и импровизация как его часть являются эффективными инструментами для повышения интеллектуальных способностей.